# Сокільники (Львівський район)
Сокі́льники — село в Україні, у Львівському районі, Львівської області. Розташоване на південь від Львова та безпосередньо межує з містом. Село є адміністративним центром Сокільницької сільської громади. Герб села є промовистим.

## Населення

### Мова
За даними Австро-Угорського перепису 1910 року Сокільники мали домінування польського населення, однак вже після другої світової війни воно було депортоване у ПНР.
| Мова       | Кількість осіб | Відсоток |
| ---------- | -------------- | -------- |
| польська   | 2 440          | 88,0     |
| українська | 248            | 8,9      |
| їдиш       | 48             | 1,7      |
| решта      | 36             | 1,3      |

Перепис 1989 року зафіксував у селі 5735 мешканців. До 2001 року ця кількість майже не змінилася. За даними всеукраїнського перепису населення 2001 року, в селі мешкало 5727 осіб.
Розподіл населення за рідною мовою за даними перепису 2001 року:
| Мова            | Кількість | Відсоток |
| --------------- | --------- | -------- |
| українська      | 5694      | 99,42%   |
| російська       | 23        | 0,40%    |
| польська        | 3         | 0,05%    |
| білоруська      | 3         | 0,05%    |
| вірменська      | 1         | 0,03%    |
| інші/не вказали | 3         | 0,05%    |
| Усього          | 5727      | 100%     |

Після 2001 року в Україні не проводилося перепису населення, але впродовж 2001—2020 років чисельність населення Пустомитівського району збільшилася із 111 872 осіб до 121 055 осіб, що склало +8.2%, можна припустити що у Сокільниках динаміка схожа.

## Географія
Село розташоване в центральній частині Львівської області та межує на півночі і сході з містом Львів, на півдні з селами Солонка та Малечковичі, а на заході з селом Скнилів.
У географічному відношенні територія села розташована в межах Опільського горбогір'я Західного лісостепу.
Зручність географічного положення села пов'язана не лише з близькістю до міста Львова, але й розташування його на важливій автомобільній магістралі міждержавного значення, у напрямку на південь — Львів-Стрий-Мукачеве-Ужгород, у західному напрямку — виїзд на Самбір, Городок, Мостиська та у напрямку до державного кордону України з Польщею.

### Клімат
Клімат помірний, перехідний від морського до континентального. Протягом року переважає помірне морське повітря з Атлантики, яке приносить взимку — відлиги, а влітку — прохолоду та рясні дощі.
Найхолодніше в січні, найтепліше в липні. Середня температура повітря становить від +7,1º С до +7,5º С. Найхолоднішим місяцем року є січень з середньою температурою повітря в межах від −4,2º С до −4,4º С. В березні температура повітря поступово зростає та досягає свого пікового значення влітку. Найтеплішим місяцем року є липень з середньою температурою повітря в межах від +18º С до +19,1º С. Мінімальна температура повітря опускається не нижче −34º С, а максимальна не перевищує +36º С.
Атмосферні опади визначаються в основному циклонічною діяльністю і є частими. Середньорічна сума опадів становить 706 мм, з яких більша кількість випадає переважно у весняно-літній період.
Хмарна погода домінує протягом року. Цьому сприяють як місцеве поверхневе випаровування, так і насичене вологою повітря, принесене циклонами з Атлантики. Хмарність становить 65-70 %. Сніговий покрив є нестійким. В окремі зими він по декілька разів змінюється. Стійкий сніговий покрив встановлюється в другій половині грудня. Середня тривалість стійкого снігового покриву 60 днів. Висота снігового покриву в середньому дорівнює 5-15 см. Іноді сніг досягає висоти 20-25 см, а в ярах — до 50 см.
У регіоні переважають вітри південно-західного та західного напрямку. Середня швидкість вітру коливається від 3 до 4 м/с. Сильні вітри часто бувають в осінньо-зимовий період і супроводжуються сильними опадами у вигляді дощу та снігу.
Ґрунтовий покрив регіону чітко підпорядкований певним географічним закономірностям і відзначається великою різноманітністю за генезисом, механічним складом, водно-фізичними особливостями та родючістю. На території сільської ради виділено сірі лісові опідзолені, дерново-слабопідзолисті, дерново-карбонатні та болотні ґрунти.

### Водойми
Землі села лежать на стику вододілів трьох великих приток Дністра: Щирки (за посередництвом р. Срібна Керниця, або ж Сокільницького Потоку), Верещиці (за посередництвом р. Зимна Вода) і Зубри (кілька дрібних потічків біля Стрийської дороги); за кілометр від північних границь сільради йде Головний європейський вододіл. Через вододільне розташування, в Сокільниках немає великих річок, зате є чимало джерел і струмків; також на закарстованих ділянках є багато природних озер.
До початку тотальної меліорації 1960-х років, струмків першого порядку на Сокільницьких землях було понад 80 (не рахуючи тимчасових водотоків). Сокільники славилися природними джерелами, чимало з них мали лікувальні властивості (так звані «залізні» та «срібні» води). На двох джерелах (на Парцеляції і на Ковальському) працюють водозабори, на багатьох менших зведено криниці. Якість води в колодязях і водозаборах з четвертинного, неогенового та верхньокрейдового водоносних горизонтів залежить від геологічних порід, джерел забруднення і стану рослинного покриву ділянки, на котрій формується підземний стік.

### Флора, фауна
Формування флори та рослинного покриву регіону пов'язано з льодовиковим і післяльодовиковим часом. У формуванні флори брали участь північні та північно-східні види, які прийшли з далекої півночі та північного сходу, гірські види, що перемістилися на схід з Середньої Європи, а також рівнинні атлантичні види. З південного сходу занесені степові види. У зв'язку з цим флора району неоднорідна за своїм складом.
Сучасний рослинний покрив території регіону радикально змінений господарською діяльністю людей та втратив свій первісний видовий склад.
На території Сокільників можна зустріти рослини, що занесені до «Червоної книги України» — білоцвіт весняний, зозулинець селеровий, плаун колючий, ситник вузлуватий, лілія лісова.
Розширення площ орних земель, вирубування лісів та хімізація сільського господарства, а також масове неконтрольоване полювання і браконьєрство викликали різке скорочення чисельності диких тварин регіону.
Фауна району досить різноманітна.
Лісову фауну утворюють такі тварини: миша, полівка, бурозубка, їжак, лисиця, козуля, дятел, синиця, яструб, крук, сойка, ворона сіра, плиска жовта, горобець польовий, деркач, погонич, сорока, вуж, ящірка, жаба, гадюка звичайна, веретільниця, мідянка, полоз лісовий, тритон звичайний, кумка, ропуха, жаба озерна, жаба трав'яна, пацюк.
На луках присутні такі представники тваринного світу: миша, заяць-русак, тхір чорний, ласка, лисиця, жайворонок, лелека, жаба гостроморда.
В селі знаходять собі притулок ласка, тхір, куниця, руда вечірниця, хатня миша, ластівка, шпак, горобець, галка, мухоловка сіра, припутень, Горлиця садова, качка дика, голуб-синяк, ворона сіра, сич хатній, грак.

### Урочища
Урочища навколо Сокільників мають назви: Кар'єр, Любінь, Сокільницька гора, Загроди, Дідичова Могила, На Греблі, Окописько, Третя Долина, Гомкова Гора, Явина Гора, Гейкова Гора, Панська Гора.

## Топоніми
За деякими переказами, назва Сокільників походить від назви виду пернатих — соколів, що у давнину водились у тутешніх лісах. Також сокільниками називали людей, чиїм заняттям було сокільництво — відлов, догляд, навчання соколів, підготовка їх до полювання. Соколят брали маленькими з гнізда, приручали, годували, а як ставали дорослішими — вчили їх полювати. Ці птахи були під державною охороною: за вбивство сокола або розорення гнізда, винний сплачував великий штраф. З соколами полювали, головним чином, на птахів. Соколині полювання служили як для практичного мисливства, так і для розваги, насамперед можновладців та правителів. Таким чином професія — сокільник зникла, а назва села залишилася.
Назва «Сокільники» («Сокольники», «Сокольнікі») є дуже поширеною на теренах сучасної України, Польщі, Білорусі, а також зустрічається і у сучасній Росії.

### Урбаноніми
Кількість елементів інфраструктури у селі — це 61 вулиця з 1200 будинками.
Вулиці
- Антоновича Володимира
- Бандери Степана
- Білозіра Ігоря
- Бічна Львівська
- Бічна Садова
- Бічна Успенська
- Богуна Івана
- Бузкова
- Вечірня
- Володимира Великого
- Винниченка Володимира
- Вишнева
- Вільде Ірини
- Гайдамацька
- Гайова
- Героїв Крут
- Героїв Майдану
- Героїв Небесної Сотні
- Героїв УПА
- Гонти Івана
- Грінченка Бориса
- Грушевського Михайла
- Данила Галицького
- Діброва
- Довбуша Олекси
- Дубівка
- Житня
- Залізняка Максима
- Зелена
- Зубрівська
- Івана Піддубного
- Івасюка Володимира
- Карпатська
- Кільцева
- Княгині Ольги
- Княжа
- Князя Романа
- Козацька
- Котляревського Івана
- Коцюбинського Михайла
- Кравченко Уляни
- Кривоноса Максима
- Куліша Пантелеймона
- Кульпарківська
- Лебедина
- Лесі Українки
- Лемківська
- Лісна
- Львівська
- Марка Черемшини
- Миру
- Нова
- Остапа Вишні
- Південна
- Підковальська
- Повстанська
- Полуботка Павла
- Садова
- Салютна
- Сірка Івана
- Сковороди Григорія
- Січових Стрільців
- Соколина
- Стрийська
- Стрілецька
- Ступки Богдана
- Стуса Василя
- Сяйво
- Тараса Чупринки
- Успенська
- Франка Івана
- Хвильового Миколи
- Хмельницького Богдана
- Чорновола В'ячеслава
- Шевченка Тараса
- Шептицького Андрея
- Шухевича Романа
- Яремчука Назарія

Місцевості
- Гольда
- Дубівка
- Льон
- Парцеляція
- Панська Гора

## Історія

### Перші згадки про поселення
Перші поселення на території нинішніх Сокільників існували ще у VII—VI століттях до Різдва Христового (до нашої ери), а саме при давній дорозі на Львів, де є величезна долина, у якій велика кількість маленьких потічків, вливаються до річки Зимна Вода. Це місце так і зветься урочище Долина. Це поселення мало меншого за розмірами «сусіда» — поселення на протилежному березі цієї ж річки.
У І столітті нашої ери в урочищі Долина з'явилося поселення племен Пшеворської культури. Ці змішані племена слов'ян та германців прийшли на терени нашого краю з північного заходу річки Буг. Також аналогічні поселення племен Пшеворської культури існували і поблизу нинішніх сіл — Звенигород, Милошевичі, Пасіки-Зубрицькі, Черепин та ін. Вони мирно сусідували з племенами даків, які мали свої поселення у межах нинішніх сіл — Гринів, Наварія, Підтемне, Черепин, Чижиків та інші.
По сусідству, у південно-східних околицях Сокільників, недалеко від границі з Солонкою, знаходилося ще одне поселення пшеворців. Ці поселення на теренах сокільницьких земель існували протягом І—III століть н. е..
У III столітті н. е. на схід від пшеворського поселення в урочищі Долина з'явилося поселення племен Черняхівської культури. В околицях Сокільник черняхівці мали свої поселення у межах нинішніх сіл — Гринів, Звенигород, Наварія, Пасіки-Зубрицькі, Підберізці, Підтемне, Тарасівка (Германов), Черепин, Чижиків. Черняхівці займалися переважно землеробством, скотарством, а також певним чином розвивалося місцеве ремесло та торгівля.
У VI—VII століттях н. е. на тому місці, де існувало велике поселення ранньої залізної доби, було вже село ранніх слов'ян.
У давньоруський період історії на теренах Сокільників існували руські поселення, про що свідчать археологічні знахідки.
У X столітті на правому березі річки Зимна Вода, в урочищі Долина, існувало давньоруське поселення, характерне для ранніх слов'ян — землеробів або ж ремісників, а у XI-XII століттях давньоруське поселення існувало вже на обидвох берегах річки Зимна Вода. Подальша історія цих поселень невідома.
У південно-східних околицях сокільницьких земель — на березі Великого Солонецького потоку, що неподалік Солонки також виявлено залишки давньоруського поселення, тобто Сокільники майже не змінили своїх меж протягом декількох століть. Маловживана (вже віддавна) інша назва Великого Солонецького потоку — це Острожанка. Сама назва вказує на те, що у верхів'ях, поблизу Солонки, існувало невелике укріплення, обнесене частоколом, тобто острог та імовірно знаходився на краю пагорба, де зараз стоїть церква. Інший острог був у Скнилові, про що свідчить назва урочища — «Острожанка» або «Острожани», що зафіксовані у документах XV—XVI століть.
Перша письмова згадка датується 1392 роком. Це є грамота про надання польським королем Владиславом Ягайлом німецькому колоністу Нікелю Майснару з Майсена права власним коштом заснувати солтиство у Сокільниках, а наступна згадка датується 1393 роком — роком надання Сокільникам німецького або Магдебурзького права.

### Польське панування (1340—1772)
У зв'язку зі смертю останніх руських князів у 1340 році і цілковито втраченої незалежності Галицько-Волинської держави у 1342 році, Галичиною правила боярська рада на чолі зі старостою Дмитром Детьком, котрий визнавав зверхність Любарта-Дмитра, наймолодшого сина литовсько-руського князя Гедеміна. У 1349 році Дмитро Детько помер.
По смерті Дмитра Детька владу в Галичині захопив польський король Казимир III та приєднав галицькі землі до Королівства Польського, але зі збереженням певної внутрішньої автономії краю, де діяли — Руське право, адміністрація, сформована ще за княжої доби; а також король обіцяв шанувати руську віру, мову і звичаї.
З часом у краї панували вже угорські монархи; король Людовик Угорський також погодився на автономію Галичини та у 1372 році поставив тут своїм намісником сілезького князя Владислава Опольського, який правив Галичиною до 1378 року та офіційно носив титул «Король Русі».
Володарі, які часто змінювалися, щедро наділяли колишніми князівськими землями своїх вірнопідданих лицарів та вельмож. Заохочувалося масове переселення на руські землі римо-католиків, насамперед — німців, поляків, чехів, а саме те, що перших колоністів на декілька років звільняли від сплати податків та різних повинностей. Переселенням колоністів переслідувалося три мети: перша — збільшити кількість підданих — потенційних платників податків, друга — збільшення числа католицької пастви на противагу православним русинам і третя — зламання спротиву русинів через їх денаціоналізацію у середовищі колоністів.
У Сокільниках значною мірою це вдалося досягти.
Поступово місцева адміністрація королівства була замінена іноземцями, руська (українська) мова витіснена з урядового вжитку та замінена латиною, а пізніше польською мовою. У 1434 році повністю скасовано автономію Королівства Русі та запроваджено загально польський поділ адміністративних одиниць на воєводства, а у 1435 році в селах введено польський господарський устрій — панщину та залежність селян від власників маєтків і протягом століття відбулося їх повне закріпачення.
Сокільники завжди залишалися власністю польської корони. У селах і містах, де було запроваджено Німецьке право, владними повноваженнями наділялася окрема особа — війт. Декілька війтівств отримали певні привілеї і саме до цієї категорії було віднесено й Сокільники.
Першим представником влади був німецький колоніст Нікель Майснар з Майсена. У «Словнику географічному Королівства Польського та інших країв слов'янських», згадуються Сокільники, а саме про надання польським королем Владиславом Ягайлом німецькому колоністу Нікелю Майснару з Майсена права власним коштом заснувати у Сокільниках солтиство зі спадковим правом.
Нікель Майснар керував всіма справами у селі — збирав податки та стежив за виконанням повинностей, забезпечував на місці виконання королівських та старостинських наказів. Виконуючи обов'язки судді в селі, війт полегшував роботу земським суддям у Львові. Оселившись у Сокільниках, Нікель побудував замок — ще одна, хоча і невелика твердиня для оборони від зовнішніх ворогів, або ж для утримання в покорі русинів.
У 1396 році в селі засновано римо-католицьку парафію.
У 1397 році Сокільники остаточно було переведено з Руського права на Німецьке. Цей перехід передбачав ряд юридичних кроків та означало низку змін у правових та земельних відносинах. Ці зміни не впливали на мешканців Сокільників до 1435 року. Вони мали права захищені королівськими привілеями, вдосталь землі, за який платили лише податок у розмірі 1 гривня за лан та ніякої панщини не відробляли.
У 1408 році на німецьке право перейшло сусіднє село Зубра та у 1412 році відмежувалося від Сокільників.
У 1423 році польський король затвердив, так званий «Варцький статут», яким надавалася повна свобода війтівствам та солтиствам.
1 грудня 1425 року міська рада Львова, уповноважила грамотою львівського громадянина Павла Гольдберга викорчувати ліси та заселити певну частину вільних земель — обшарів, що належали місту і були надані у його власність королем Владиславом Ягайлом у 1415 році. Гольдбергу надавалася територія між селами Зубра, Сокільники та Скнилів. На цьому місці був викорчуваний ліс, а ті, хто оселявся протягом наступних 16-ти років звільнявся від будь-яких податків та повинностей, а після того, як цей термін спливав, вносив річний чинш до міської каси. Нове село дістало назву Goldbergof (укр. Гольдбергоф або «двір Гольдберга»). З часом назва трансформувалася на Гольдпарків, пізніше на Кульпарків.
У 1485 році війтом Сокільників був Ян Кунат, а у документі, датованого 4 березня 1485 року засвідчується, що дружина Яна Куната — Софія з Зубрецьких, продала за 250 гривень свою частину Зубри та половину Сихова Янові, війтові з Сокільників.
У 1507 році міська рада Львова придбала від Яна та Петронелі з Сокільників четверту частину та половину Сихова, а у 1509 році — решту Зубри та Сихова від інших власників. Так Зубра і Сихів стали міськими селами.
Люстрацією 1495 року здійснено опис лише головних об'єктів — замків, фільварків, міст, а саме у Львівському повіті були вказані лише Львів, Глиняни, Щирець та фільварки у Вороцеві, Страдчі, Ясниськах, Миклашеві, Білці та Скнилові; поверхнево згадано Солонку, де був млин, то у XVI столітті люстратори стали детально описувати всі королівські землі, навіть найменші села.
У податковому реєстрі 1515 року в селі документується млин, шинок і 28 1/4 ланів (близько 705 га) оброблюваної землі.
У 1545 році польський король Сигізмунд I Старий декларував свого представника для перевірки і оподаткування солтиства в Сокільниках. У результаті цієї перевірки було виявлено, що частина вільних земель вже вільна від лісу та оброблена у два лани та власником цих земель, найімовірніше, був солтис Сокільників.
Люстрацією 1564—1565 років виявлено, що у Сокільниках переважало русинське населення, хоча колонізаторська політика польської влади згубно впливала на його свідому ідентифікацію.
Люстрація 1571 року подає наступні дані: кількість ланів — 41 господар на 60 кметів; 18 загородників; 16 комірників (не мали власного житла, мешкали у чиїсь); 4 ремісники.
У грудні 1579 року польський король Стефан Баторій підтвердив та закріпив посаг[джерело?] сокільницького костелу.
З 27 серпня по 7 вересня 1604 року в таборі у Сокільниках збиралося об'єднане українсько-польське військо, яке 20 червня 1605 року захопило Москву.
У XVII столітті війтівства посідали переважно шляхтичі. На початку XVII століття у володіння селом вступили магнати Мнішеки і у 1614 році Ядвіга Мнішек відступила Сокільники своєму синові Станіславові. У 1619 році Станіслав Мнішек уклав угоду з Магдаленою Сарнавською на передачу села в оренду.
У 1620-х роках Сокільники набули поганої слави — «гнізда збуїв», тобто дрібна «ходачкова шляхта» перестрівала подорожуючих, які проїжджали через село, і грабувала їх.
У 1643 році король Владислав IV Ваза дозволив Мнішеку перенести своє пожиттєве право на четверту частину ланів у Сокільниках на Станіслава Парандовського та його дружину Катерину з Чарнова.
Гноблення польською шляхтою українців — економічні, політичні, національно-релігійні утиски призвели до вибуху національно-визвольної війни під проводом Богдана Хмельницького. У листопаді 1648 року українські війська та місцеві загони повстанців підійшло під міські мури Львова. Козацькі загони та загони повстанців діяли по всій Галичині, зокрема в Наварії, Щирцю та Сокільниках. Союзниками козаків у цій війні проти Речі Посполитої були кримські татари під проводом Тугай-Бея, які не гаячи часу спустошили навколишні села, у тому числі й Сокільники.
7 червня 1649 року каштелян сондецький Францішек Бернард Мнішек склав заяву у львівському міському суді, де говорилося про повне спустошення та вилюднення Сокільників, Скнилова, Щирця та великої кількості навколишніх сіл.
У 1655 році польський король Ян II Казимир надав солтиство в Сокільниках Захарію Пйотровичу. 10 липня 1659 року король розширив пожиттєве право Захарію Пйотровичу до 4,5 ланів поля в Сокільниках на його дружину Ядвігу та дозволив вільно вирубувати дерева у сокільницьких лісах.
У 1662 році король за військові заслуги надав привілей Томашеві Корчевському на пожиттєве користування Сокільниками та Скниловом. Через 7 років вже син Томаша Корчевського Юзеф уклав з Костянтином Гошовським контракт про заставну оренду Сокільників. У 1677 році сокільницьке війтівство отримує руський воєвода та польний гетьман коронний Станіслав Ян Яблоновський.
Згідно з привілеєм польського короля Августа III від 21 травня 1742 року Сокільники отримала Пелагея Тереса з Потоцьких, як королівщину, а з 1776 року, як приватне село. Потоцькі були власниками села до 1802 року.
У 1757 році король Август III надає війтівство в Сокільниках Юзефові та Анні Стеткевичам, але люстрацією 1764 року було визнано, що єдиною та законною власницею села та війтівства була Пелагея Потоцька. Також у люстрації 1764 року згадано про мурований костел під титулом Святого Миколая, хоча сам костел в стилі бароко був збудований у 1765 році на кошти власниці Сокільник Пелагеї Потоцької та пароха села Анджея Віктора Бонкальського і освячений у 1774 році.
Мешканці села постійно платили частку від одержаних прибутків львівським канонікам, від яких у березні 1765 році їх звільнив львівський латинський архієпископ Вацлав Геронім Сєраковскі. Документ, який це підтверджує, писаний в Оброшино.
У 1770 році польський король Станіслав Август Понятовський дозволив Антонії Монтишковій передати Сокільники подружжю Вросмановських, але ще у 1774 році власником села залишалася Пелагія Потоцька.

### Австрійське панування (1772—1918)
У 1772 році, у результаті розділу Речі Посполитої, колишні королівщини опинилися у складі Австрійської імперії та у 1774 році Галичина отримала офіційну назву — «Королівство Галіції та Лодомерії».
На той час Сокільники давали державі прибуток у 5830 злотих і 1 грош, а війтівство ще 831 злотий і 15 грошів. Селом й надалі продовжувала володіти Пелагія Потоцька, якій Сокільники були продані австрійською владою, згідно контракту, датованого 20 вересня 1776 року, Потоцька сплатила 31 тисячу злотих.
У 1802 році Сокільники у Потоцьких викупив поміщик Лукаш Августинович і запровадив жорсткі порядки.
У 1818 році сокільницькі селяни звернулися зі скаргою на пана до австрійського цісаря Фердинанда I, але й після цього звернення нічого не змінилося.
У 1830 роках відомий львівський фармацевт і лікар-бальнеолог Теодор Торосевич вивчав цілюще джерело залізної води в Сокільниках — на березі долини річки Срібна Керниця. Результати дослідів Теодор Торосевич опублікував, що сприяло популяризації сокільницького джерела.
Спадкоємцем Лукаша Августиновича і наступним власником Сокільників став Леон Августинович, а з 1845 року і до кінця XIX століття — Зигмунд Августинович.
У 1848 році країни Європи переживали «весну народів» — хвилю революційних виступів за рівність громадянських та національних прав, за економічні реформи. Не оминули вони і Австрійську імперію. У березні 1848 року вибухнуло повстання у Львові, але воно було жорстоко придушене,і все ж влада пішла на певні поступки і 22 квітня 1848 року циркуляром галицького губернатора «Про знесення панщини та інших данин підданих» було скасоване кріпацтво.
Скасування кріпацтва та проведення інших реформ стало певним поштовхом до господарського, соціального та культурного розвитку. У 1849 році в Сокільниках було відкрито двокласну народну школу з польською мовою навчання. Сокільницька громада мала свою самоуправу, що володіла своєю печаткою. Того ж року для Сокільників було складено кадастровий план, згідно якого в селі налічувалося 269 господарств.
На початку 1870-х років складено проєкт залізниці Львів-Стрий, що мала пройти через Сокільники, але власники вапняного заводу в Пустомитах домоглися, щоби колію проклали через це містечко і у 1873 році відбулося урочисте відкриття колії.
Згідно з описом Сокільників, складеному у 1880 році, в гміні налічувалося 346 будинків, 2118 мешканців, а на обшарському дворі налічувалося 11 будинків, 89 мешканців, з них:
- за релігійною приналежністю — 2121 римо-католиків, 33 греко-католиків, 39 юдеїв, 14 інших віросповідань;
- за національною приналежністю — 2194 поляків, 13 русинів.

В селі діє трикласна школа, позичкова каса та водяний млин «На греблі».
У 1885 році старий костел розібрали, а у 1890 році розпочали будівництво нового, більшого за розмірами костелу, а разом з ним — огорожу, дзвіницю та капличку. Будова коштувала 37 тисяч злотих ринських. Освячено новий костел було у 1896 році. Першим парохом нового костелу та сокільницької парафії став Ромуальд Сталкієнь (1835, Литва — 1896, Сокільники, Польща), котрий невдовзі помер та був похований на місцевому цвинтарі при старій дорозі на Львів.
За даними перепису 1900 року в Сокільниках було вже 448 дворів, де мешкало 2772 осіб, з яких 2440 поляків, 284 русинів, 48 євреїв.
Наприкінці XIX — початку XX століття в селі споруджено будинки гміни, кооперативи з нафтовою крамницею, польського Народного дому, пошти, а окремі селяни почали зводити муровані хати.
У 1907 році під горою Гартовиця, на самій межі з Малечковичами збудовано водонапірну станцію, що забезпечувала водою Кульпарківську лікарню.
Напередодні першої світової війни Сокільники майже польське село. З 3119 мешканців, 56 — значилися русинами та відвідували церкву в Солонці.
У 1916 році австрійські інтенданти забрали два з чотирьох костельних дзвонів, щоб використати бронзу на військові потреби.

### Листопадовий чин. Українсько-польська війна (1918—1920)

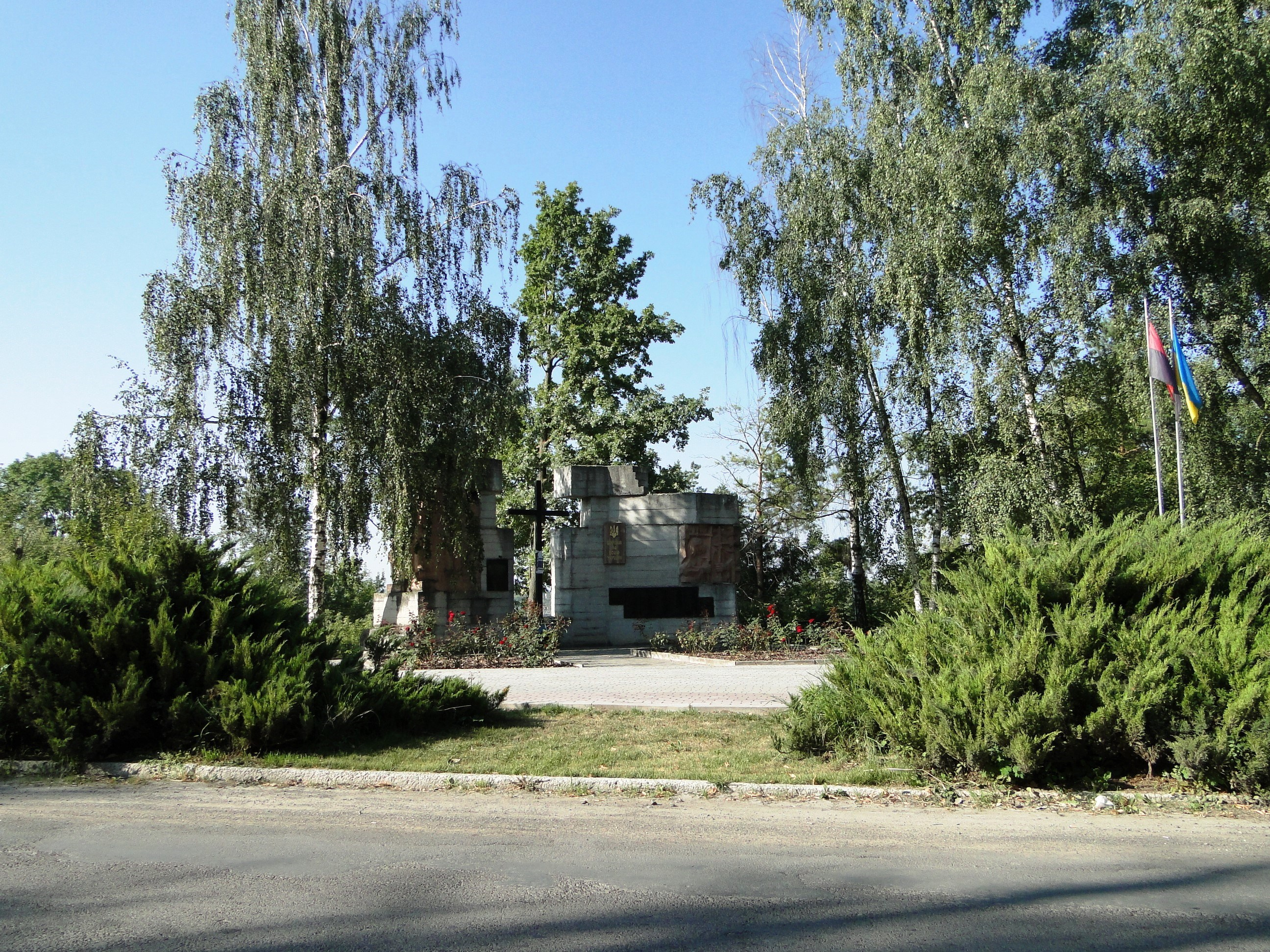
Пам'ятний знак «Борцям за волю України»

Восени 1918 року розпалася Австро-Угорська імперія, а на її уламках постав ряд незалежних держав. У результаті Листопадового чину, 1 листопада 1918 року, у Львові було проголошено створення Західноукраїнської Народної Республіки. З появою нової української самостійної держави не хотіли змиритися правителі щойно відродженої другої Речі Посполитої, оскільки в них була давня мрія про велику Польщу «від моря до моря». Підтримувані правителями країн Антанти, вони здійснили збройну інтервенцію проти молодої Української держави.
В перших числах листопада у Львові спалахнув польський заколот, в результаті якого полякам вдалося захопити гілку залізниці між Перемишлем та Львовом, а згодом і головний залізничний вокзал у Львові. В кінці листопада під тиском переважних ворожих сил українські частини залишили Львів. Одразу після залишення Львова була скликана військова рада Української Галицької Армії. Засідання військової ради відбувалася у Миклашівській плебанії, на якій узявши до уваги співвідношення своїх та ворожих сил, військове командування вирішило усіма можливими способами узяти місто в облогу та повернути його під свій контроль. Для виконання цих рішень необхідно було підтягнути сили та організувати підпілля. Було організовано мобілізацію на всій території Галичини, вільній від ворогів. А Сокільники, у свою чергу, були ключовим пунктом на південних підступах до Львова та місцем масивного спротиву поляків.
17 грудня 1918 року на південь від Сокільників та Козельників точилися запеклі бої. Однак сил українських загонів катастрофічно не вистачало, щоби відкинути ворога. Мужньо боролися три станіславські сотні та залізна романівська сотня, організована з мешканців села Романів. Були зайняті села Сихів, Зубра, Солонка та Сокільники, але 19 грудня 1918 року, виснажені безперервними боями вони змушені були залишити Солонку. Того ж дня близько півтисячі військових польської армії та 200 озброєних сокільницьких поляків напали на Велику Солонку, позабирали в людей всю худобу, підпалили школу та близько двадцяти господарств, і, не чекаючи протидії українських вояків, поспішно відійшли в Сокільники. Ввечері того ж дня одна сотня 1-го куреня 24-го піхотного полку під командуванням поручика Осипа Букшованого, що обороняла українські позиції у Зубрі, зайняли Велику та Малу Солонки. Вранці 20 грудня Велику Солонку осадили дві коломийські сотні 3-го куреня 24-го піхотного полку під командуванням поручика Омеляна Найди. 22 грудня їм на підкріплення прибула бережанська сотня під командуванням чотаря Домбчевського. Коли двома днями пізніше до Солонки прийшла Пробоєва сотня Українських Січових стрільців, організована з мешканців села Звенигород, то в селі в цей час спостерігався надзвичайний рух військових підрозділів, багато гармат, кіннота, йшов перегляд 3-го Коломийського куреня 24-го полку піхоти імені Петра Дорошенка.
Під контролем Української Галицької Армії опинилися й села — Глинна, Зубра, Малечковичі, Наварія, Солонка, а польські частини утримували Басівку, Боднарівку, Годовицю, Зубрівську Лісничівку, Козельники та Сокільники.
27 грудня 3-й курінь 24-го полку піхоти одержує наказ наступати на Сокільники. Напередодні ввечері 7-ма сотня під командуванням чотаря Петра Кривоносюка та 8-ома сотня під командуванням чотаря Михайла Гуменюка рушили на Малечковичі, дорога була важкою — перешкоджав сніг, рано-вранці обидві сотні прийшли на фільварок, що розташовувався на краю села Нагоряни. Відпочивши рушили під Сокільники. Наступ розпочали ранком 28 грудня за допомогою Бережанської сотні й залоги села Нагоряни, але допустили помилку, бо не дочекалися артобстрілу, який забезпечувала артилерія отамана Осипа Микитки. За короткий час загін зайняв третину села по шлях Кульпарків-Наварія, але в цьому місці були розташовані добре укріплені ще з часів війни австрійські бетонні окопи, у яких чекав озброєний ворог. У цьому бою загинуло 32 — є стрільців та хорунжий Сербінський з восьмої сотні, сьома сотня мала менші втрати. Підмога від сотень, котрі стояли на півночі дороги Сокільники-Годовиця, прийшла запізно, так само лише після артобстрілу пішла в наступ 9-та сотня з боку Солонки, але була вимушена відступити через шквальний вогонь ворожих скорострілів та артилерії. Цього дня в Сокільниках втрати січовиків були значними — загинуло 42-є стрільців, важко поранено — 25, потрапили у полон — 18.
28 грудня проводився артилерійський обстріл Сокільників і того ж дня українські війська наблизилися до Кульпаркова і Скнилова, а Сокільники зайняв «Гайдамацький загін» поручника Фарановського. Новий рік 1-й та 2-й курені 24-го полку піхоти імені Петра Дорошенка зустрічали на відтинку Козельники, у Сихові знаходилися січові стрільці, а в Сокільниках комбінований курінь, що складався з бережанської, бурштинської та жидачівської сотень під командуванням поручика Лісковецького.
Командування Української Галицької Армії сподівалося польського наступу, що мав початись 14 січня 1919 року, але було докладено багато зусиль, щоб випередити поляків загальним наступом українських частин на Львів 11 січня. Група УСС «Наварія» під командуванням полковника Івана Омеляновича-Павленка, що складалася з куренів, що походили зі Станиславова і Коломиї та одного львівського куреня імені Князя Льва повинна була вдарити вздовж залізничного шляху Львів-Стрий і через Скнилів зайняти головний залізничний вокзал — Львів. Частини Українських січових стрільців, під командуванням сотника Зенона Носковського наступали з правого флангу на село Скнилів, а Гуцульська сотня під командуванням чотаря Григорія Голинського на лівому фланзі наступала на Бартатів. Розпочався наступ вдало: другий курінь УСС зайняв Сигнівку і здобув кілька ворожих гармат, але четвертий Коломийський курінь — серед мряки зостався десь на мокрих городах і далеко не просунувся; Гуцульська сотня — натрапила на сильний ворожий спротив і взагалі не пішла вперед. Було здобуто Скнилів, але втримати не вдалося. Та ще й несподівана відмова йти у бій та самочинний відступ кількох тисяч вояків армії Директорії УНР, змусила повернути наші частини на попередні позиції. 13 січня українці втратили Боднарівку.
На початку лютого 1919 року 4-й Коломийський курінь, яким командував сотник І. Бодругів утримував оборону в Сокільниках. У той самий час начальник штабу полковник Іван Омелянович-Павленко скликав військову нараду у Ходорові: тоді було вирішено вдарити усіма можливими силами на ділянці залізничної колії Перемишль-Львів, щоб захопити її та місто Перемишль. 20 лютого 1919 року біля села Вовчухи прорив польської оборони вдався частково, але його не використано як слід і ділянка залізничної колії Перемишль-Львів залишилася в польських руках. 21 лютого визволено село Скнилів.
На початку березня відкликано полковника Івана Омеляновича-Павленка з Наварії, а на його місце прийшов тимчасово отаман Черський, а згодом підполковник Арнольд Вольф. Пізніше пройшла реорганізація УГА: було створено три корпуси, а з поодиноких фронтових груп — бригади. Впродовж лютого, березня і на початку квітня 1919 року на полі бою панував цілковитий спокій, крім звичайної перестрілки, особливо артилерії, що тримала під обстрілом головний залізничний вокзал у Львові. Наприкінці квітня 1919 року розпочався великий польський наступ, за результатами котрого УГА втратили Сокільники, Басівку, Наварію та відступили до Зубри і Солонку. Фронт під Львовом тримався ще місяць. У травні 1919 року розпочався повний відступ УГА на південний схід.
Відразу після відступу УГА на схід, староство Львівського повіту склало документ «Виказ збитків, спостережених при забезпеченню маєтку костельного її плебанського римо-католицького пробства в Сокільниках…». У машинописному документі, на декількох сторінках були докладно перелічені усі збитки костелу від воєнних дій. Серед яких був опис наступних втрат, а саме вітражі у вікнах повибивані кулями, костельне майно понищене та розграбоване, чотири дзвони забрано, плебанія та господарські споруди спалені, худобу забрано, парафіяльний архів згорів.
28 червня 1919 року у Версалі державами-переможцями у першій світовій війні і переможеною Німеччиною — був підписаний Версальський мирний договір, за яким фактично схвалювалася анексія західноукраїнських земель. Окремим пунктом зазначалося, що польською владою повинні бути гарантовані права національних меншин. Наскільки Польща дотримала даного тоді слова — добре відчули на собі українці старших поколінь.
Увічнено учасників цієї страшної війни було: поляків — у 1938 році, а українців — у 1990-х роках.
11 листопада 1938 року в Сокільниках на Блонях в урочистій обстановці був відкритий пам'ятник «Оборонцям Львова — Героям Сокільників» (пол. Pomnik obrońców Lwowa — Bohaterów Sokolnik), котрий мав висоту 12 метрів, а на вершечку якого — був польський орел. Наприкінці 1940-х років, за допомогою танків, було повалено верхню частину пам'ятника, а двометровий цоколь пам'ятника простояв на невеликому пагорбі до середини 1970-х років. Це не давало спокою місцевим чиновникам і за деякий час було знесено й нижню частину пам'ятника, а місце, де стояв монумент, вирівняно та засаджено деревами. Рештки пам'ятника вивезено до найближчої недіючої копальні глини та завалено землею.
Також в селі, на давній могилі, що біля Кульпарківської дороги (старої дороги на Львів), існував ще один невеличкий пам'ятник полеглим полякам з бронзовою таблицею, але він був зруйнований одразу по закінченню другої світової війни, а на тому місці, вже за часів незалежності України, було встановлено пам'ятний знак «Борцям за волю України», котрий має форму хреста. Його зведено за проєктом скульптора Юліана Григоровича Квасниці, уродженця Сокільників. Цим пам'ятником увічнено героїчний чин вояків Української Галицької Армії, полеглим в боях за Сокільники в грудні 1918 року та січні 1919 року.

### Радянсько-польська війна(1920—1921)
Наприкінці літа 1920 року Польща, яка щойно відновлювала свої сили, ледь не розвалилася під натиском новітньої червоної орди, що насувалася зі сходу. Перша кінна армія Семена Будьонного та інші підрозділи і з'єднання Червоної армії захопили більшу частину Тернопільщини; Золочівський, Бродівський, Перемишлянський, Сокальський, Радехівський, Кам'янко-Струмилівський, Бібрський, Львівський повіти.
15 липня 1920 року в окупованому Тернополі була проголошена Галицька Соціалістична Радянська Республіка, яку очолив більшовик В. Затонський. Демагогічними гаслами більшовики намагалися привернути на свій бік трудовий галицький люд. Тим часом Перша кінна армія стрімко просувалася вперед.
20 серпня 1920 року частини Червоної армії перейшли річку Західний Буг та зайняли Раву-Руську з наміром увійти до Львова, але були відкинуті польською армією. Пізніше відбувся жорстокий бій під Прусами армії УНР з «червоною» кіннотою. Результатом бою було відсічення армії УНР від союзної польської армії, а Перша кінна армія, у свою чергу, підійшла до львівського Підзамча.
В Солонці свої позиції зайняла червона артилерія і звідти обстрілювала південні околиці Львова. Розвідники Першої кінної армії неодноразово навідувалися до Сокільників та Наварії. Беззмістовний штурм міцно укріпленого Львова, на якому так наполягав член Реввійськради Південно-Західного фронту Йосип Сталін, знекровив би Першу кінну армію. Але командувач Першої Кінної армії Будьонний виконав наполегливо повторюваний наказ головнокомандувача Червоної армії щодо взяття штурмом Львова і контрудару частин Червоної армії під Варшавою. Того ж дня в районі Замостя 6-та стрілецька дивізія Дієвої армії УНР успішно відбила наступ частин Червоної армії, а за два дні під Замостям Шоста Січова дивізія Армії УНР, разом з Дивізією Морської піхоти УНР, спільно з польськими частинами остаточно розгромила будьонівські підрозділи.
Ціною великих надзусиль польсько-українські військові підрозділи 25 серпня остаточно відкинули більшовиків від Варшави, але той союз був не тривалим.
18 березня 1921 року у Ризі між Польщею, з одного боку, та РСФРР і УРСР з другого, підписано Ризький мирний договір 1921, за яким Польща відмовлялася від земель давньої Речі Посполитої, розташованих на схід від кордону, встановленого в Ризі, а РРФСР і УСРР від претензій на території, що лежали західніше від лінії кордону, тобто західноукраїнські та західнобілоруські землі опинялися під владою панської Польщі. Кордоном визначено річку Збруч. РРФСР і УСРР на своїй території мали забезпечити за польською меншиною повну релігійну і культурну свободу, а Польща гарантувала ті самі права представникам російської, української та білоруської меншин, а ось виконувати свої зобов'язання щодо меншин Польща не збиралася, так само, як і РРФСР та УСРР. До Польщі потрапили західноукраїнські землі — вся Галичина, Холмщина, Підляшшя та Західна Волинь. Так Сокільники знову опинилися під владою Польщі, але вже II Речі Посполитої.

### Між двома війнами(1921—1939)
23 грудня 1920 року село Сокільники стає центром однойменної гміни у Львівському повіті, Львівського воєводства.
У вересні 1921 року польський уряд заборонив назви споконвічних українських земель «Західна Україна» і «Східна Галичина», натомість ввів одну загальну назву — «Малопольська Всходня» та запровадив на нових «кресах» цивільну адміністрацію тим самим розпочав крок за кроком викорінювати усе українське та насаджувати польське.
Потрохи село відходило від повоєнних потрясінь. На обійстях, де згоріли хати, нашвидкоруч зведено невеликі хати, стіни яких складалися з дерев'яного каркаса і були заповнені глиняно-солом'яними валками. В документах, датованих 22 вересня 1921 року, зафіксовано інформація щодо оновлення майна костелу, а саме, придбано 13 дерев'яних лав вартістю 1300 польських марок та 14 вовняних хоругов вартістю 1400 польських марок. Через два роки на костельній дзвіниці заграли нові дзвони.
У 1920-х роках в селі відбулася парцеляція (поділ) земель одного дуже великого маєтку, власники якого вже тривалий час мешкали у Варшаві. В селі давно відчувався брак землі і тому цей маєток площею 1085 гектарів швидко розкупили, а у панському володінні залишилися лише палац з парком, фільварковий двір, сад неподалік маєтку та став. У парцеляції брали участь не лише місцеві мешканці Сокільників, але й так звані «осадники», наслані урядом з глибинної Польщі. Саме останнім, як ветеранам Війська Польського надавалися більші переваги (пільги) у купівлі панської землі, тобто їм віддавалися найкращі парцелі (ділянки) землі практично за безцінь. Осадники, яким пощастило потрапити з піщаних мазурських нивок на добру парцелу родючого чорнозему, були безмежно вдячні польській державі, і вірою та правдою їй служили, зневажаючи українців. Саме переселенням поляків з інших районів Польщі мало на меті збільшення в західноукраїнських землях частки поляків, що сприяло полонізації краю. Така несправедливість викликала спротив останніх.
Характерним для тої пори був судовий процес над представником руської радикальної партії, редактором газети «Громадський голос» Остапом Павлівим, який 10 травня 1925 року в Солонці на сільських зборах сказав: «Земські урядники розділяють землі українців між колоністами польськими із заходу, витісняють законних власників земель і поселяють поляків, які є ворогами українського народу. Такий стан не зміниться доти, доки українці не організуються і не захоплять у свої руки політичної влади». Багато господарів, придбавши землю на краю нового поля, побудували на ній нові будинки та завели господарку. Так на місці панського маєтку виникли нові присілки у західній частині села — Парцеляція (сучасний район вул. Садова, Бічна Садова, Зелена) та Гольда (сучасний район вул. Дубівка, Діброва, Вільде і т. д.).
В документах Львівського повітового староства від 1926 року знаходимо так звані анкети топонімічного, історичного змісту, з яких дізнаємося, що «ґміна села Сокільники складається з п'яти частин, а саме — Властиве, Парцеляція, Гольда, Боднарівка, Вишневець. Серед місцевих назв особливе місце посідають назви місцевостей — Зельманка (по назві двірської корчми, у якій мешкав жид Зельман), Вибалок (середня частина гміни), Загроднікі (поблизу колишнього фільварку). До топонімів околиць, можна віднести наступне: орні поля і луки (Сікорівка, Марелявка, Зибар, Карп'є), Поршнянські та Бернардинські луки, а також Березову рогатку. Панського маєтку вже не існує». Під анкетою підписи урядовців та відбиток печатки Сокільницької ґміни. Малюнок печатки являє собою сокола у польоті.
З офіційних даних про кількісний склад населення Сокільників проглядається тенденція до зменшення кількості русинського (українського) населення, що і відповідало шовіністичній політиці польського уряду. Це видно з нижче наведених порівняльних таблиць складу населення Сокільників за національною ознакою та релігійним віросповіданням в періоди панування Австро-угорської монархії та II Речі Посполитої.
Тогочасні переписи населення були не дуже об'єктивними. Для порівняння узяти перепис населення 1880 року, за результатами якого до поляків додано 39 євреїв, 14 людей невідомого релігійного віросповідання, 20 українців греко-католицького віросповідання та усіх українців римо-католиків. Вже через 20 років проводився наступний перепис населення, за яким «додалося» ще 48 євреїв та 248 українців. Такий свого роду «приріст» населення Сокільників відбувся завдяки тому, що попередні роки приховувалася справжня національна приналежність старшого покоління українців, а вже у 1933 році — їх дітей. У переписі 1933 року всіх греко-католиків записано українцями, натомість 25 євреїв, 4 німців та усіх українців латинського обряду подано як поляків. Фактично ще до переселення в селі мешкало щонайменше 15 українських родин, з яких одна частина належала до греко-католицької парафії у Солонці, а інша частина ходила до місцевого костелу Святого Миколая.
За часів міжвоєнної Польщі соціальний та національний гніт став ще більш нестерпнішим. Представників національних громад, особливо українців, не допускали до вищих шкіл, до роботи в державних установах та на престижних промислових підприємствах, до участі у розподілі великої земельної власності. Для прикладу, у прикордонній смузі польсько-радянського кордону українцям заборонялося будувати хати, а якщо людина відрікалася від віри батьків, від своїх національних традицій та ставала поляком, то у цьому випадку всі заборони скасовувалися. Відбувалася наполеглива полонізація через костел, школу. За тогочасним польським законодавством навчання повинно було вестися українською мовою, якщо таким було бажання батьків 40 дітей — для початкової школи та 150 дітей — для середньої школи та лише за умовою, що у громаді було не менше чверті (25 %) українців. У той ж самий час у громадах, де п'яту частину (20 %) місцевого населення становили поляки, то у школах вводилося паралельне навчання польською мовою. У відповідності з офіційними даними щодо чисельності українського населення громади села, Сокільницька школа не підпадала під категорію, що давала можливість навчати дітей рідною, українською мовою.
В умовах національного поневолення та дискримінації українці почувалися в «польському» селі не надто добре, багато хто, для вигляду, «переходив на поляків». Серед тих, хто ніколи не цурався свого народу, своєї віри та завжди з гідністю, високо піднятою головою заявляв, що він є русином, українцем був шляхтич з давнього сокільницького роду (герб «Приятель») — Микола Климкевич. Заможний та національно свідомий Микола Климкевич мав великий авторитет в Сокільниках, і польські шовіністи його остерігалися.
Щодо розподілу земельних наділів (парцеляції), то він лише частково вирішував земельне питання в селі. Багато сокільничан були вимушені податися до Львова, аби знайти роботу на промислових підприємствах чи будовах. Уродженці Сокільників працювали переважно на тартаку біля Персенківки, на міській бетонярні, на цегельнях, на будівництві автомобільних доріг. Мешканці Боднарівки вже заробляли собі на життя не землеробством, а заняттям на промислах. Боднарівка перетворилася на робітничу колонію з невеликими будівлями. Більшість робітників цілком залежала від сваволі працедавців. Заробітна плата було дуже низькою, а умови праці нелюдськими. У результаті чого, у 1931–1932 роках в Сокільниках було двадцятеро безробітних, а до 1936 року їх чисельність зросла до 35 осіб, а на утриманні знаходилося — 75 осіб. Через два роки, у 1938 році, безробітних було 82 особи. Економічні утиски та спровоковані владою конфлікти на національному підґрунті викликала спротив працівників підприємств. В селі діяли підпільні осередки Комуністичної партії Західної України та Стронніцтва Людового.
За часів II Речі Посполитої яскраво проявилася майнова нерівність: у більш заможніших господарів були муровані будинки вкриті бляхою, у середнього класу — будинки під дахівкою, у бідніших — глиняні халупи під стріхою, але майже всюди по селі поряд зі скромною хатою-ліплянкою красувалася мурована стодола. Для порівняння з австрійським періодом, то рівень добробуту місцевого населення значно погіршився, тому що на кожне господарство припадало усе менше землі, далися взнаки воєнні лихоліття, загальні економічні кризи.
Деякі господарства досягли значних успіхів. Зразкову господарку, на базі колишнього фільварку, вів інженер державних лісів пан Пареляк. Від газогону Стрий-Львів пан Пареляк підвів газ, також мав власну водокачку. У самому господарстві були великий став, сад, ферма, теплиця. Дбайливо доглядався старовинний будинок і парк. Також добре йшли справи у пана Ковальського, який займався скотарством, оскільки поруч були великі пасовища та сіножаті; мав великий сад, мав мурований будинок та планував підвести газ, світло, а з найближчої державної водокачки — воду до своєї оселі. Почали проводити газ і деякі селяни у західній частині села і власники тих садиб, що сусідували з маєтком Пареляка.
Наприкінці 1930-х років на Боднарівці розпочали будівництво електровні. На початку 1938 року насипано полотно нової дороги на Щирець — від перехрестя біля пошти долиною посеред села (сучасна дорога на Пустомити). Всі починання перервала війна.

### Початок другої Світової війни. Перші Совіти (1939—1941)
23 серпня 1939 року була підписана угода про ненапад між Німеччиною та Радянським Союзом відома, як пакт Молотова — Ріббентропа. Пакт гарантував нейтралітет Радянського Союзу в конфлікті Третього Рейху з Польщею та країнами Заходу, та давав можливість повернення Радянським Союзом втрачених Росією у першій світовій війні територій. Таємним додатковим протоколом визначались сфери взаємних інтересів обох держав у Східній Європі та поділ Польщі між ними при очікуваному у ті дні нападі Німеччини на Польщу.
Німеччина почала виконувати умови цієї угоди, розпочавши польську компанію, тобто вже 1 вересня 1939 року напала на Польщу. День нападу на Польщу — і є початком другої світової війни. Лише за 12 днів німецькі окупаційні війська окупували частину Польщі та вийшли на умовлену лінію розмежування, підписаними між СРСР та Третім Рейхом. Оскільки радянський уряд затримався із введенням своїх військ до Польщі, то союзники рушили далі на схід. 17 вересня 1939 року о п'ятій годині ранку передові й диверсійно-штурмові загони Червоної Армії перетнули радянсько-польський кордон на річці Збруч. Така тактична затримка пізніше використовувалася із пропагандистською метою: Радянський Союз отримав змогу представляти агресором лише гітлерівців, а своє вторгнення пояснювали як «звільнення з-під гніту іноземних поневолювачів мешканців західноукраїнських та західнобілоруських земель, возз'єднання українського та білоруського народів в єдиній українській та білоруській радянській державах і входження цих земель, згідно з одностайною волею їх населення, до СРСР зі включенням їх до складу УРСР та БРСР відповідно», основною складовою частиною якого став так званий золотий вересень.
20 вересня 1939 року підрозділи Червоної Армії увійшли до Сокільників. Спочатку було все добре і багато людей насправді повірили, що ці привітні й прості вояки (багато було серед них і українців зі східних регіонів радянської України) визволили їх від соціального та національного гніту. Та їх радість була передчасною.
На західних околицях Львова 22 вересня відбулася зустріч двох армій поки ще союзних держав, а ось Польща як держава припинила своє існування. Відповідно до умов таємного протоколу німецькі окупаційні війська відійшли за Сян та Західний Буг, а на території колишніх Кресів Східних або ж східної Галичини була встановлена нова влада.
У Львові 26-28 жовтня 1939 року так звані «Народні Збори Західної України» ухвалили чотири декларації — про встановлення радянської влади в Західній Україні, про входження Західної України до складу СРСР і возз'єднання з УРСР, про конфіскацію поміщицьких і монастирських земель, про націоналізацію банків і великої промисловості. Народні Збори проходили під пильним оком та з тиском на виборців з боку радянської влади.
За новим адміністративно-територіальним поділом Львівської області на райони (замість повітів і гмін), 10 січня 1940 року було ухвалено рішення про створення Сокільницького району. Було націоналізовано панський маєток та костельні землі. Колишній фільварок, власник якого пан Пареляк виїхав з села, не чекаючи приходу нової влади, перетворили у філію підсобного господарства облвиконкому.
Пройшло ще трохи часу і нова влада почала «показувати» своє справжнє обличчя. Проводилися масові арешти національно свідомих громадян, у першу чергу представників місцевої інтелігенції, нищився методом розкуркулення добрий господар.
От і настав червень 1941 року. Ніщо не віщувало страшної біди. Але 22 червня 1941 року Гітлер напав на СРСР. Тоді на теренах Львівщини радянською владою було вчинено найстрашніший злочин щодо місцевого населення. Розпочалася загальна мобілізація й до військкоматів було викликано багато чоловіків і чимало з них відправлено до тюрем, а перед самим приходом німців їх було розстріляно. Такі масові вбивства вчинено у багатьох містах Західної України, зокрема у Львові, Щирцю.

### Під німецькою окупацією (1941—1944)
Наприкінці червня 1941 року Сокільники, як і всі навколишні села опинилися під німецькою окупацією. Нова окупаційна влада запровадила на теренах Пустомитівщини так званий «новий порядок», який вирізнявся особливою жорстокістю у відношенні до місцевого населення. Місцевий мешканець п. Галятин у 1943 році став свідком злочину німецьких окупантів, а саме розстрілу 15 місцевих євреїв у долині, неподалік тодішнього хутору Гольда. На місці розстрілу їх і поховали, у заздалегідь викопану яму.
Також окупанти не гребували нічим. Ними був вирізаний останній дубовий ліс у Сокільниках — урочище Дубина, яке розташовувалося на межі Сокільників з Годовицею та Басівкою.
25 липня 1944 року радянські війська зайняли Сокільники. В боях за село загинуло 8 радянських солдат, яких було поховано біля дороги на Щирець (нині — початок вул. Сірка). Після війни на маленькому цвинтарі, де їх було поховано встановлено пам'ятник, висаджено декілька ясенів. На початку 1970-х років партійне керівництво вирішило перенести поховання солдат на один братський цвинтар у Щирцю, а на місці цвинтаря — прокласти дорогу. На тому місці залишився один-єдиний ясен, який стоїть біля тої дороги, як німий свідок трагічних подій другої світової війни.

## Радянський період (1944—1991)
На початку серпня 1944 року до Сокільників повернулася радянська влада. Порівнюючи перше та друге «визволення» краю, переселенці, більшість з яких — лемки, сумно жартували: 
«Першы совіты былі файны: прышві і пішвы. А от другі — то юж ні: як прышві, то не пішвы»
.
Використовуючи вороже ставлення місцевих поляків до українців, стара «нова» влада утворила в селі так звані загони політпросвітництва з числа комуністів та комсомольців. Метою цих загонів було агітація місцевого населення за новий устрій, нову владу та дезінформація стосовно всього українського (церкви, повстанського руху, тощо), тобто зробили Сокільники опорним пунктом поширення радянської влади на околиці. У приміщенні сокільницької школи знаходився штаб та розташування військового підрозділу, а у одному з кабінетів знаходився вузол військового зв'язку з відповідною апаратурою.
Тривалий час з Сокільників відправлялися на каральні операції у навколишні та дальні села підрозділи НКВС, МДБ, до костельної каплички звозили вбитих вояків УПА.
Ця влада жорстокою була й до своїх громадян. Відразу по визволенню Сокільників, в центрі села влаштували типовий табір для радянських військових, які під час війни потрапили до німецького полону, а тепер проходили так звану «перевірку», яка супроводжувалася тортурами на допитах, знущаннями та приниженнями як «зрадників Батьківщини» у катівнях СМЕРШу. Як правило, «не виявивши» жодних фактів співпраці допитуваних з німецькими окупантами, їх відправляли на тривалі терміни «відбудовувати народне господарство» у спеціальних «фільтраційних» таборах. Таким чином, радянська влада «вбивала» двох зайців — отримувала мільйони робітників та економила значні кошти на їх утримання.
Табір у Сокільниках розташовувався на майдані перед костелом, трохи нижче від колишнього Народного дому (нині — магазин продовольчих товарів), біля самої дороги. Ця споруда являла собою довгу напівземлянку, з двосхилим дахом, вкритому землею та висотою стін по відношенню до землі, складала не більше 50—60 см. Довшою стороною споруда розташовувалася вздовж дороги, з боків якої були двері, а при самій землі — маленькі віконця. Коли цю споруду полишили військові, то невдовзі в ній було обладнано склад, де зберігали картоплю.
У липні 1944 року в м. Шумськ Тернопільської області було сформовано керівництво Сокільницького району, але «партійному та радянському керівництву» району не припав до душі новий райцентр, оскільки Сокільники були розташовані поруч з обласним партійним керівництвом. Багато чиновників новоствореного району наполягали на перенесенні райцентру до Пустомит, оскільки в Сокільниках не було належних приміщень для розташування установ, виконавчих та партійних органів влади, натомість у Пустомитах їх було вдосталь — колишній панський палац, пансіонат, численні вілли тощо). Постанову виконкому про розташування райцентру в Сокільниках від 28 серпня 1944 року підписало лише чотири з восьми членів виконкому. Незабаром все районне керівництво таки переїхало до Пустомит, а у 1948 році Сокільницький район перейменовано на Пустомитівський.
У 1947 році в Сокільниках створено осередок комсомольської організації, який налічував 247 членів у своїх лавах. У 1950 році створено осередок комуністичної партії, який налічував 50 членів у своїх лавах.
Саме на той час, коли нове окупаційне керівництво «потихеньку» облаштовується, припадає «запуск» великомасштабної репресивної акції, під час якої ламалися тисячі людських доль. Жорстокий тоталітарний режим не зважав на елементарні норми християнської моралі, зневажав права людини.

### Колгоспне життя
Розпочалася насильницька колективізація, що супроводжувалася масовими репресіями на зразок розкуркулення 1930-х років, зумисними утисками, обмеженнями й т.п.. Всі мрії селян стати господарями на власній землі, були зведені нанівець, тобто нова влада нав'язувала селянам так званий колективний спосіб господарювання. Вже восени 1946 року багатьох попередили, щоб не засівали поля озиминою, оскільки їх заберуть до колгоспу. Вже навесні 1947 року переконані у різний спосіб декілька десятків селян написали заяви про вступ до колгоспу та й відбулися перші збори. Результатом зборів було створення у Сокільниках колгоспу, якому пізніше надали ім'я Лазаря Кагановича. Головою колгоспу обрали Кирила Магерського, якого пізніше змінив Григорій Дзюрій. Членами колгоспу стали переважно переселенці — лемки, які втекли з областей південної України, куди були переселені та й залишилися без жодних засобів на прожиття.
Колгоспну контору розташували у старовинному фільварку, який до 1939 року належав інженерові державних лісів Пареляку. Фільварок складався з гарного, добротного будинку, великої теплиці, чисельних господарських будівель, плодового саду та парку. На території фільварку, з-під гори струменіло джерело з лікувальною водою, що за всіма хімічними показниками визнавалася найкращою в селі. Джерельна вода текла до ставка, посеред якого був острівець з альтанками.
Восени 1944 року фільварок став філіалом підсобного господарства Львівського облвиконкому, а за три роки фільварок був переданий новоствореному колгоспу.
Навесні 1947 року з машинно-тракторної станції прибув перший трактор. Так, за допомогою механізації почали обробляти колективні поля. До села почали прибувати нові поселенці. Голова Сокільницького земельного комітету наділяв новоприбулих землею та луками. Селяни їхали в поле, загортали траншеї та вирви від бомб, орали, сіяли, збирали врожай, але кожен селянин змушений був у вигляді контингенту віддавати частину врожаю державі. Не здасиш — заберуть.
Але таке одноосібництво не влаштовувало нову владу, тому за партійними директивами на початку 1950-х років «успішно» було завершено колективізацію, і як результат, в Сокільниках існувало вже три колгоспи — створений у 1947 році колгосп імені Лазаря Кагановича та створені у 1949 році ще два колгоспи — це імені Лесі Українки та імені Андрія Жданова, а у 1953 році колгоспи об'єднали в один — колгосп «Перемога». На загальних зборах було обрано голову колгоспу, ним став Валентин Васильєв.
Господарство колгоспу «Перемога» складалося з трьох бригад — польової, городньої та тваринницької та спеціалізувалося, в основному, на постачанні овочів, фруктів та молока львів'янам, а для власних потреб були свино- та птахоферми.
Весною 1948 року закладено плодовий сад. Тут висаджено плодові дерева та ягідники української та закордонної селекції. У 1953 році сад перейшов до Київського науково-дослідного інституту садівництва, працівники якого проводили випробування найкращих сортів під керівництвом науковців Андрія Тимофієнка та Власа Мазуренка. Сад згодом став збитковим, оскільки до дерев та кущів, що там були висаджені не приділялося необхідної уваги.
На початку 1950-х років при колгоспі було створено власну тракторну бригаду, яку очолив Ілля Фесенко. Ряди трактористів-механізаторів поповнювали колишні вихованці ПТУ з відповідною підготовкою. Серед перших трактористів були — Микола Скородинський, Роман Кузьма, Іван Чернецький, Михайло Головко, Мирон Кравець. З часом на зміну старшому поколінню трактористів прийшла молодь та у 1952 році бригаду очолив Олексій Федак.
Також в селі було декілька ковалів, які користувались не меншою популярністю від механізаторів. За кожним з колгоспів було закріплено свого коваля, так у колгоспі імені Лазаря Кагановича — Петро Попайло, у колгоспі імені Лесі Українки — Микола Кінах та у колгоспі імені Андрія Жданова — Дмитро Ходоровський. Після об'єднання трьох колгоспів в один, всіх ковалів звели в одну кузню при новоствореному колгоспі «Перемога». Також при колгоспі були представники інших професій, без яких не обходилися мешканці Сокільників, а саме — столярі, теслі, шевці, кравці, пічники, муляри та штукатури.
Минуло лише декілька років і місцеве населення все більше переконувалося, що колективне господарювання породжує безвідповідальність та є абсолютно безперспективним. Родючість ґрунтів не відновлювалася, трудова дисципліна падала, але основною проблемою було те, що партійні керівники через своїх уповноважених втручалися у справи правління колгоспу. Держава поступово перетворювала приватну та кооперативну власність у державну і тому в 1958 році колгоспи було реорганізовано у радгоспи. Директором першого в Пустомитівському районі радгоспу «Перемога» було призначено Юрія Йосиповича Пантелюка. Він був чесним, самовідданим державним службовцем. Систематично відмовлявся безкоштовно відпускати овочі з теплиці обласним та районним керівникам, за що з часом був знятий із займаної посади. Згодом радгосп із Сокільників «переїхав» у Солонку, де пізніше увійшов до складу радгоспу «Львівський», а в Сокільниках залишилася лише тракторна бригада.

### Споживча кооперація
У повоєнні роки, одразу після прибуття переселенців почалася створюватися торговельна мережа в системі споживчої кооперації.
У 1946 році в Сокільниках відчинив свої двері перший кооперативний магазин, яким завідував Йосиф Іваницький. Він знаходився у невеличкому приміщенні теперішнього другого корпусу школи.
У 1950 році створено товариство пайовиків, яке очолив Микола Лещук. Пізніше Микола Лещук був обраний головою Пустомитівської райспоживспілки, а Сокільницьке споживче товариство очолив Семен Нагірний, у 1957—1958 роках — Антін Збожний, у 1958—1962 роках — Катерина Климкович.
У 1953 році, в центрі села з'явилося два заклади, а саме, у відремонтованому приміщенні колишнього польського Народного дому, відкрили сільмаг, а також був відкритий перший заклад громадського харчування — чайна. Від 1962 року пайовики в сільмазі могли придбати у кредит різну побутову техніку (холодильники, телевізори, пральні машини, радіоприймачі тощо).

### Пошта, зв'язок
У Сокільниках відділення поштового зв'язку розпочало свою роботу у 1946 році в одному з приміщень сільської ради. Першою керівничкою відділення була Незоля, а пізніше на цій посаді її змінив чоловік. Обох було звільнено, оскільки вони не впоралися зі своїми обов'язками.
У жовтні 1950 року сокільницьке відділення поштового зв'язку прийняла Іванна Петрівна Ривак, яка до того працювала секретарем сільської ради. Іванна Петрівна зі своїм помічником з перших днів почала налагоджувати роботу відділення, а саме, збільшила кількість та покращила якість надаваних поштових послуг, сприяла появі переговорного пункту, який давав можливість місцевим мешканцям замовляти телефонні розмови з будь-яким містом чи селом Радянського Союзу та проведенню радіофікації села. Двічі на рік звітувала перед районним комітетом партії за стан передплати періодичних видань. За тридцять років сумлінної праці Іванну Петрівну Ривак відзначено орденом «Знак Пошани» та неодноразово нагороджувалася похвальними грамотами, подарунками та грошовими преміями. На початку 1980-х років вона пішла на заслужений відпочинок, а місце начальника відділення поштового зв'язку с. Сокільники зайняла Неля Пришляк.

### Охорона здоров'я
За часів панської Польщі в Сокільниках не було жодного медичного закладу. У 1946 році відкривається перша медична установа — пункт медичної допомоги, який організувала медична сестра, демобілізована з лав армії. Медпункт розташовувався у приміщенні колишньої плебанії пароха римо-католицької парафії села. Пізніше тут створили амбулаторію на десять ліжок, яка з часом розрослася до двадцяти п'яти ліжок. Головним лікарем амбулаторії було призначено Анатолія Мамота, а його дружину Олену Никоненко — фельдшером.
З місцевих мешканців першою медсестрою стала Ярослава Ожибко, а лікарями — Орест Дворакевич та Михайло Сподарик. Орест Володимирович Дворакевич вже після закінчення лікувального факультету Львівського медичного інституту отримав скерування на роботу в Сокільницьку лікарню, а у 1964 році його призначено головним лікарем цього ж медичного закладу. Лікарня значно розширилася та в ній вже працювало три лікарі — педіатр, терапевт та стоматолог.
За ініціативою О. Дворакевича організовано рентгенкабінет, в якому головний лікар проводив необхідні обстеження пацієнтів, а також придбано електрокардіограф серця, закінчено будівництво нової амбулаторії.
У 1968 році О. Дворакевич розпочав навчання у клінічній ординатурі, за спеціалізацією «Хірургія», а посаду головного лікаря Сокільницької лікарні обійняв Михайло Негрич. Після М. Негрича лікарню очолювали медики зі Львова і якість надання медичних послуг значно погіршилася. По-справжньому сокільничани відчули, що в селі дбають за здоров'я пацієнтів, коли лікарню очолив Смий Іван Іванович.
У 1982 році в центрі села, за ініціативою Івана Пилиповича Томенка, було збудовано великий, триповерховий корпус дитячої дерматологічної лікарні. Коли у Пустомитах відкрилися новозбудовані — районна лікарня та амбулаторія, то Сокільницька лікарня стала нераціональною і її реорганізували в лікарську амбулаторію та розташували в новозбудованому приміщенні. У приміщення вже колишньої амбулаторії, до того плебанії, перевели дитяче дерматологічне відділення Львівського обласного шкірного дерматовенерологічного диспансеру. Головним лікарем працювала Тетяна Григорівна Ковалишин, а завідувачем відділення — Іван Пилипович Томенко. У відділенні було лише двадцять ліжок, а дітей поступало у рази більше, необхідна була реконструкція будинку або будівництво нового приміщення.
Іван Пилипович запропонував обласному відділу охорони здоров'я провести реконструкцію будинку з метою розширення корисної площі. Пропозицію було схвалено та вирішено до наявного будинку «прив'язати» будівництво нового приміщення.
Будівництво розпочалося навесні 1976 року і за рік нове приміщення було введено у експлуатацію. Відкриття нового корпусу розв'язало чимало сільських проблем. Для лікарської амбулаторії виділено вже вісім просторих, добре обладнаних кабінетів. У колишньому приміщенні амбулаторії відкрито кабінети лікарів-педіатрів.
Котельня дерматологічного відділення забезпечує теплом школу та церкву. До лікарні проведено водогін, до якого також підключено більшу частину господарств села.
Двічі — у 1983 та 1986 роках колектив амбулаторії відзначався на республіканському конкурсі, п'ять разів нагороджувався обласним відділом охорони здоров'я. Головному лікареві Іванові Смию присвоєне почесне звання «Відмінник охорони здоров'я СРСР».
Зараз лікарська амбулаторія обслуговує, крім мешканців Сокільників, ще мешканців сіл Зубра, Кротошин, Пасіки-Зубрицькі. На території цих населених пунктів мешкає майже 10,5 тис. осіб, з них 8 тисяч дорослих пацієнтів. Працівники амбулаторії щороку надають медичну допомогу 25 тисячам відвідувачів.
Відбувши на прийомі у лікарів, із виписаним рецептом сокільничани приходять на перший поверх нового корпусу лікарні, де працює аптека, яку сокільничани називають коморою здоров'я, бо завжди при потребі знаходять тут необхідні ліки, а також дістають добру пораду, необхідну інформацію від провізорів.
Перша аптека, точніше аптечний пункт був відкритий у 1962 році в будинку Петра Сенчика. У невеликій кімнаті, на столі стояла маленька вага, а під столом — ящики та мішки з лікарськими препаратами та засобами, а в кутку кімнати у шафці було виставлено зразки медичних препаратів, які були у наявності. Аптечним пунктом завідувала літня жінка, яка вже мала виходити на пенсію. На її місце прийшла Марія Лисюк, яка з перших днів заходилася шукати кращих умов для роботи і невдовзі «переселила» аптечний пункт у новий будинок Йосипа Гафтка. Аптека у будинку Гафтків перебувала сім років.
Після побудови нового корпусу лікарні, на першому поверсі відчинила свої двері нова аптека, завідувачем якої був призначений Олександр Мамчур, а Марія Михайлівна була переведена на посаду асистента. Нова аптека обслуговувала хворих місцевої лікарської амбулаторії та дитячої дерматологічної лікарні.

### Ветеринарна медицина
Добрий господар, піклуючись про своє здоров'я, змушений дбати й про те, щоб добре почувалася його худобина. І в цьому йому надійним помічником стає ветеринарна медицина, а у окремо узятому населеному пункті — ветеринарна служба.
Започаткував ветеринарну службу в селі Михайло Лукіянович Ковальчик. Він переселенець з с. Гирова Кросненського повіту, був у 1944 році переселений з Польщі до СРСР, до м. Дніпро. У 1946 року переселився з сім'єю до Сокільників. У 1948 році Ковальчика призначили заступником голови колгоспу імені Андрія Жданова, а у 1951 році вступив до однорічної зооветеринарної школи при Львівському зооветеринарному технікумі, яку успішно закінчив. З 1952 по 1958 рік працював завідувачем Жирівського зооветпункту та виконував обов'язки ветеринарного фельдшера. У 1958 році повернувся до Сокільників, призначений завідувачем фельдшерського пункту при колгоспі «Перемога», яким завідував більше тридцяти років, до самого виходу на пенсію у 1992 році. Справу батька продовжив його син Лука, який закінчив Львівський зооветеринарний інститут, працював головним ветеринарним лікарем у радгоспі «Львівський». Захистив кандидатську дисертацію, нині Лука Михайлович — кандидат ветеринарних наук, завідувач лабораторії Державного науково-дослідного інституту ветпрепаратів та кормових добавок.
У 1981 році в Сокільниках оселився Андрій Трохимович Цісар, пенсіонер, який багато років працював викладачем на кафедрі анатомії Львівської академії ветеринарної медицини. Ніколи не відмовляв селянам, за послуги брав мінімальну плату, а нерідко — «за дякую».
Ветеринарні послуги сокільничанам надавав також Ярослав Степанович Мельник, родом з Надсяння, який працював старшим ветеринарним лікарем у Пустомитівській районній державній лікарні ветеринарної медицини.
Варто згадати ще одного ветлікаря Ореста Павловича Ілика, випускника Сокільницької школи. Нині Орест Павлович — заступник голови асоціації «Львівм'ясопром», головний ветлікар, обслуговує вісім м'ясокомбінатів м. Львова. Односельці, при потребі кличуть його на допомогу, питають пораду.

### Шкільна освіта
22 квітня 1848 року було оголошено міністерський рескрипт «Про скасування панщини й інших кріпосних повинностей» губернатором Галичини Францем Штадіоном, у якому повідомлялося, що з 15 травня 1848 року в королівстві Галіції і Лодомерії всі панщинні й інші кріпосні повинності скасовуються. На той час в Сокільниках налічувалося 317 селянських садиб, де мешкало понад 1860 мешканців.
У 1849 році було відкрито двокласну школу. У 1890 році вчителем працював Кароль Пупа, а у школі навчалося 66 дітей при загальній кількості 245 дітей шкільного віку в селі. Не всі діти мали можливість навчатися, давав про себе «знати» поділ за соціальними, релігійними та національними ознаками. У 1894 році було збудовано цегляне приміщення нової школи на місці старої дерев'яної школи.
Новітня історія шкільництва започаткована восени 1944 року. Директором школи був Тадей Леонтійович Чарнецький. Школа була семирічною та двомовною, оскільки там навчалися діти місцевих поляків та новоприбулих українців. Польські діти займали класні кімнати верхніх поверхів, а українці — нижнього (напівпідвального) поверху. Більшість учнів були переростками, яким війна не дала довчитись, та й навчання в гімназії у воєнні роки не зараховувалося. Так, наприклад, у сьомому класі навчалися 17—18-ти річні учні. У важкі повоєнні роки вчитися було дуже важко, бо не було підручників, зошитів, діти писали на клаптиках паперу, але діти вчитися хотіли та добре вчилися.
1 вересня 1945 року в школі розпочали навчання 125 українців.
1 вересня 1946 року в школі було одинадцять класів-комплектів, в яких навчалося 246 учнів. Восени 1946 року Тадей Леонтійович Чарнецький з родиною виїхав до Польщі, а новим директором було призначено Надію Федорівну Ларченко, а її заступником із навчальної роботи стала Марія Михайлівна Холявко. Та невдовзі керівництво школи було змінене: директором призначено Олександра Юхимовича Махиню, а завпедом став Юхим Вакулович Головатий.
У 1947 році відбувся перший випуск учнів. Загалом 21 учень отримав свідоцтво про неповну середню освіту. В 1948 році школа отримала статус середньої, директором було призначено Павла Неборака, якого невдовзі змінила Єлизавета Сеніна. Влітку 1951 року в школі відбувся перший випуск десятикласників — школу закінчило лише 16 учнів з Сокільників та навколишніх сіл.
У 1953 році завпед Юхим Вакулович Головатий був призначений директором школи. У 1959 році розпочато будівництво типового спортивного залу, фундамент якого заклали тогорічні випускники школи. Пізніше збудовано гуртожиток для учнів із сусідніх сіл. Проведено реконструкцію приміщення хліва з односхилим дахом, де розташувалася майстерня, обладнана верстатами. Школою придбано вантажний автомобіль та пару коней, якими возили паливо та будівельні матеріали.
Було створено пришкільну навчально-дослідну ділянку, де учні вирощували городину та проводили досліди за дорученням Оброшинського науково-дослідного інституту землеробства та тваринництва. Закладено плодовий сад, посаджено сортові дерева та ягідник, відведено ділянки під парники та квітники. Частина учнів доглядала за кролефермою, за навчальним вуликом.
Поступово створювався сталий педагогічний колектив. До школи прийшло багато нових вчителів. Завпедом працювала Марія Михайлівна Ковалик, а заступником директора з виховної роботи — Христина Марківна Гелон, а пізніше її змінила Тамара Анатоліївна Долинська.
Школа підтримувала зв'язки з колективом школи із с. Вовки Браславського району Вітебської області. Неодноразово Христина Марківна приймала делегацію білоруських учнів та їздила зі своїми учнями до них у Білорусь, у гості.
В школі діяли художні колективи та гуртки, а саме:
- хор (керівник — Мирослав Юрійович Павлик);
- духовий оркестр (керівник — Петро Варшавчук);
- танцювальний ансамбль (керівник — Дмитро Пасічний);
- драматичний гурток (керівник — Степан Нагірний);
- спортивні гуртки (керівники — Анатолій Дідух, Богдан Мороз).

у 1960-х роках запроваджено виробниче навчання. Школярі спеціалізувалися на садівництві, оскільки мали добру практику в Сокільницькому сортосаді, який був підпорядкований Київському науково-дослідницькому інституту садівництва. Теоретичні заняття проводив Влас Сидорович Мазуренко, а практичні заняття — проводилися в саді.
Школа налагодила зв'язки з Мукачівським радгоспом садівництва і виноградарства, куди щороку їздив виробничий клас під керівництвом Мазуренка. На шкільній навчально-дослідній ділянці зведено фінський будинок для виробничого класу, обладнаний всіма необхідними інструментами та знаряддями праці.
У школі склалася гарна традиція проводити щорічно зустрічі з випускниками. Уперше така зустріч відбулася наприкінці травня 1976 року, коли минуло 25 років від часу першого випуску середньої школи.
Щороку в школі проводяться шкільні предметні олімпіади.
Шкільний хор, яким керує вчитель музики Ярослав Крестін є постійним учасником усіх сільських свят, виступає на районних конкурсах-оглядах художньої самодіяльності. У 1996 році хор був призером районного огляду «Різдвяні канікули», а вокальний дівочий ансамбль став переможцем. Декілька дівчат співає у львівському вокально-хореографічному ансамблі «Писанка», який є постійним учасником міжнародних конкурсів.
В школі працює гурток образотворчого мистецтва. На базі школи працюють відділення ДЮСШ з лещетарського спорту, веслування, футболу, секція баскетболу, кіокушинкай-карате.

### Спортивні досягнення
Мабуть, в країні важко знайти ще одне таке село, де б за останні 40-50 років було підготовлено таку велику кількість спортсменів високого рангу, які на міжнародних та державних змаганнях здобували високі звання та нагороди. Було присвоєно звання заслужених тренерів СРСР Б. Д. Морозу та І. І. Хрущаку, заслужених тренерів України А. І. Дідуху та Є. І. Сагану, майстрів спорту міжнародного класу Р. Нагірному, В. Сулипі, Р. Гривняку, заслуженого майстра спорту СРСР М. Шурзі. Норматив майстра спорту України виконало 17 осіб. А 51 сокільничанин підіймався на п'єдестал пошани за високі досягнення в змаганнях різного рангу.
Серед веслувальників, уродженців Сокільників, слід виділити чемпіона світу з веслування 1974 року — заслуженого майстра спорту СРСР Михайла Шургу, вихованця Богдана Дмитровича Мороза. Перші вагомі перемоги Михайло отримав в сезоні 1969 року. Влітку на Всесоюзній юнацькій Спартакіаді юнак з Сокільник виборов три найвищих нагороди. Пізніше він здобув і ряд інших перемог.
Після служби у війську працьовитий, наполегливий М. Шурга вдало розпочав сезон 1974 року, нові перемоги й титули: чемпіонат Радянського Союзу — перше місце в заліку четвірок на 1000 та 10000 метрів і відповідно золота медаль, меморіал Юлії Рябчинської і знов перемога. Завдяки низці вдалих виступів був призваний під прапори національної збірної СРСР та поїхав захищати честь країни на світовій першості в Мехіко — на каналі Сошимілко, разом з чотиримісним екіпажем, здолав всіх суперників на дистанції 10000 метрів і, таким чином, став чемпіоном світу. Того ж року, за підсумками сезону удостоєний почесного звання «Заслужений майстер спорту СРСР».
У наступному, 1975 році, Шурга виборов золоту медаль всесоюзної першості в запливі байдарок-двійок на дистанції 1000 метрів. Пізніше брав участь на чемпіонаті світу в югославському Белграді, де спробував захистити титул світового чемпіона, але цього разу їхня чотиримісна байдарка фінішувала третьою. Після цієї невдачі він перестав потрапляти до складу збірної, а з часом вирішив завершити свою спортивну кар'єру.
Великою популярністю в Сокільниках користується футбол.
У далекому 1945 році в селі було створено футбольну команду, у якій виступали, переважно, юнаки-переселенці з Надсяння, Лемківщини, Холмщини. У той час не було ані форми, ані транспорту, ані коштів, але усі ці негаразди перемагали юнацька завзятість та ентузіазм. Грати у сусідні села їздили кіньми. На поле виходили, хто у чому міг, переважно босими, а нагородою була лише радість перемоги. Так починалася історія сокільницького футболу.
У 1964 році сільська футбольна команда перемогла в першості Львівської області, стала володарем кубка газети «Вільна Україна».
На початку 1970-х років команду одержала назву «Сокіл», яку носить й понині. За весь час виступів команда була неодноразовим чемпіоном й володарем кубку Львівської області, Пустомитівського району та посідала почесне четверте місце серед сільських колективів у першості України.
У серпні 1994 року, у гості до сокільничан приїхали ветерани львівських «Карпат» на чолі із капітаном команди, володарем кубку СРСР Ігорем Кульчицьким. Цей матч пройшов у впертій боротьбі та завершився бойовою нічиєю 3:3. Але перемогою у цьому матчі стала популяризація футболу, дружби та людського ставлення до Ігоря Кульчицького, бо зібрані від проведеного матчу кошти передано на його лікування за кордоном.
Команда ветеранів сокільницького «Сокола» — чемпіон району серед ветеранів. У 1995 році, на турнірі, присвяченому 4-й річниці Незалежності України, який проходив в Пустомитах, ветерани «Сокола» стали володарями кубка «Незалежності».
У 1996 році команда зробила вагомий подарунок сокільничанам, здобувши перемогу в чемпіонаті Львівської області, стала володарем першого суперкубка газети «Високий замок» і увійшла в історію футболу Львівщини.
Серед вихованців «Сокола», які виступали у першості України з футболу серед команд майстрів, слід відзначити Івана Нагірного, який захищав кольори львівських «Карпат» та чернівецької «Буковини», а Леонід Маковський грав за дублерів львівських «Карпат». Слід віддати належне сокільничанам — ветеранам футболу Володимирові Сулипі та Любомиру Беку, які були одні з перших ініціаторів та брали безпосередню участь у відродженні найкращої команди Галичини — львівських «Карпат».

### Розвиток культури
Одразу після поселення у Сокільниках молоде та старше покоління сокільничан потяглися до бібліотеки та клубу. У середині 1940-х років сокільницьким клубом завідував Павло Дзядик, який вмів залучати людей до гурткової роботи.
Активними аматорами в селі стали вчителі Віра Петришин, Надія Ларченко, Марія Халявко, Мирослав Павлик. Саме Мирослав Юрійович був душею художньої самодіяльності в школі і в селі. У клубі заграли троїсті музики у складі Павла Дзядика (скрипаль), Івана Грися (акордеоніст), Романа Камінський (ударник).
Вже у 1947 році проходили репетиції шкільного та сільського хорів, оркестру народних інструментів, готував виставу драматичний гурток. Під вмілим керівництвом вчителів М. Павлика та В. Петришин проведено перший вечір, присвячений Т. Г. Шевченку, а оскільки клуб не зміг вмістити усіх бажаючих, то такий вечір пізніше провели вдруге.
Серед учасників художньої самодіяльності панували надзвичайний ентузіазм та гордість у культурно-просвітницькій роботі. Адже усі були читачами бібліотеки, а вчителі разом із найкращими читачами вчили неграмотних читати, писати, рахувати. Просвітницька робота зблизила дорослих з самодіяльністю, і вони чим могли допомагали аматорам.
У 1949 році Мирослав Павлик на сцені клубу поставив оперу М. Лисенка. Вщерть переповнений глядачами зал оплесками та словами вдячності обдаровував того вечора аматорів та їх керівника та постановника Мирослава Павлика.
У 1959 році учнівський хор сокільницької школи — учасник олімпіади учнівської художньої самодіяльності, де серед усіх співочих колективів виборов перше місце.
Як режисер, у будинку культури Мирослав Юрійович поставив наступні невмирущі перлини української драматургії: «Мартин Боруля» І. Карпенка-Карого, «Дай серцю волю…» та «Доки сонце зійде, роса очі виїсть» М. Кропивницького, «Невольник» та «Назар Стодоля» Т. Шевченка. Хор вчителів та учнівської молоді виконував «Вечорниці» композитора П. Ніщинського.
З п'єсами та хором виступали у сусідніх селах. Популярною була вистава, поставлена за п'єсою Г. Квітки-Основ'яненка «Сватання на Гончарівці». Аматори сцени користувалися великим успіхом. Керував хором учень М. Павлика Юліан Балух — у майбутньому знаний український диригент.
У тісному контакті з будинком культури працювала сільська бібліотека. Першими сільськими бібліотекарями були Єва Дзюрій, Богдана Бура, Ольга Бартошик. У фонді бібліотеки було 500—600 книжок, але всі охочі знаходили потрібні їм книжки. З часом фонд поповнився новими надходженнями, зростає кількість читачів.
Аматорським гурткам добирали літературу, проводили спільні літературні вечори. Одночасно із сільською зросла і шкільна бібліотека. У 1951 році при сільській школі було створено бібліотеку, а її завідувачем стала Валентина Василівна Головата. Розпочалася робота зі створення каталогів-картотек, формування груп читачів. Бібліотечний фонд поступово поповнювався через бібліотечний колектор, а також книжки дарували учні, вчителі та випускники школи.
У селі був книжковий магазин. Бібліотекар допомагала продавцеві розповсюджувати цікаву та потрібну, за шкільними програмами, літературу. Ця робота велася через гурток книголюбів. Вівся належним чином і міжбібліотечний обмін книгами.

## Новітня історія села
З розвитком демократичних реформ наприкінці 1980-х років у Сокільниках з'явилися осередки Народного руху України, Товариства української мови імені Т. Г. Шевченка, Спілки політв'язнів та інших організацій національно-демократичного спрямування. Навесні 1990 року зареєстровано громади УГКЦ та УАПЦ.
18 березня 1990 року відбулися перші демократичні вибори місцевих органів влади, було обрано 30 депутатів, а вже 31 березня засідала сільська рада першого демократичного скликання. Головою сільської ради обрано Романа Ковалика, головою сільвиконкому Романа Ривака, а його заступником Юрія Підгурського. З часом поділ влади радянського зразка було усунуто, а Роман Ривак та Юрій Підгурський залишилися керувати справами села.
Керівникам села було вирішено ряд господарських питань, а саме:
- реконструйовано 16 км мереж електроживлення та встановлено ліхтарі вуличного освітлення;
- проведено реконструкцію ліній проводового електрозв'язку по вулицях Івана Франка, Січових Стрільців та багатьох інших, а також введено в експлуатацію нову телефонну станцію ємністю 600 номерів;
- впорядковано, огороджено місцевий цвинтар та заасфальтовано дорогу до нього;
- заасфальтовано вулиці Шевченка, Львівську, Садову та Успенську, а загалом 5,5 км автошляхів села;
- вулицями Шевченка та Львівською прокладено водогін.

У багатьох справах виконкому сільської ради Сокільників допомагає місцева інтелігенція. Так за підтримки останніх, на перехресті вулиць Січових Стрільців та Стрийської було встановлено пам'ятний хрест на честь свята Соборності українських земель. Ще один пам'ятний хрест жертвам сталінських репресій освячено в центрі села, а біля храму Різдва Пресвятої Богородиці, у 1988 році, було встановлено хрест на честь 1000-ліття Хрещення Руси-України та відродження УГКЦ.
У Сокільниках складається добра традиція відзначення загальнодержавних свят. Так, 24 серпня 1991 року став надзвичайним днем. У першу річницю Незалежності України відбувся схід селян Сокільників на якому, в урочистій обстановці біля пам'ятника Борцям за волю України приведено церемонію присяги на вірність народу України. Священники — настоятель Греко-католицького храму о. Іван та настоятель храму Української автокефальної православної церкви протоієрей о. Ростислав відправили урочистий молебень з нагоди свята.
Щороку День Незалежності святкується усією громадою. Так, святкування четвертої річниці Незалежності поєднувалося із відзначенням 400-ліття від дня народження Богдана Хмельницького. Було влаштоване театралізоване свято, кульмінацією якого стало відображення звитяжної історії України від часів козацтва і до здобуття Україною Незалежності.
У день святкування п'ятої річниці відновлення Української державності, 24 серпня 1995 року, відбулося освячення та урочисте відкриття пам'ятника Тарасу Шевченку, встановленого в центрі села. Авторами пам'ятника стали сокільчани — скульптори М. Амбіцький, Б. Фреїв, О. Католик та архітектори — В. Бліщук, Ю. Квасниця.
У 1994 році відбулися вибори народних депутатів, а також голови сільської ради, яким знов став Роман Ривак, секретарем виконкому — Ольга Пастушенко, а також сформовано новий виконавчий комітет. Основними завданнями новообраного сільського голови було будівництво нової школи, будівництво каналізаційного колектору та системи очищення стічних вод, підведення водогону до східної та південно-східної частини села.
Відчулося покращення якості телефонного зв'язку, оскільки було прокладено волоконно-оптичний кабель, який забезпечив більшу кількість вхідних та вихідних каналів зв'язку між сільською АТС Сокільників та ОПТС-1 міської телефонної мережі Львова (нині — львівська філія АТ «Укртелеком»). Для організації цієї схеми зв'язку, як кінцеве (станційне) обладнання використовувалася цифрова система передачі ІКМ-120 по ВОЛЗ та цифрова АТС «Євроквант», ємністю до 10000 номерів.
Проведено благоустрій вулиць та доріг села. Загальна протяжність сільських вулиць — понад 30 км. З'явилися вул. Січових Стрільців, Данила Галицького, Івана Франка, Тараса Шевченка, Львівська, Лесі Українки, Андрея Шептицького, Садова, Івана Сірка, Козацька, Володимира Винниченка, Ірини Вільде, Уляни Кравченко, Миру, Михайла Грушевського, Володимира Івасюка, Миколи Хвильового, Василя Стуса, Остапа Вишні, Успенська, Лемківська, Пантелеймона Куліша, Володимира Антоновича, Івана Котляревського, Дубівка, Михайла Коцюбинського, Івана Богуна, Бориса Грінченка, Павла Полуботка, Бічна Садова.
Першочерговим було також завершення приватизації земель індивідуальних користувачів, а також впровадження в життя процесу роздержавлення земель та їх паювання, сприяння приватному підприємництву. Після реорганізації у 1992 році радгоспу «Львівський», на його базі утворено спілку селянських господарств «Сокільники», у якій на той час працювало 35 сокільничан, а головою спілки було обрано В. П. Кирилейзу.
В приміщеннях колишніх тваринницьких ферм діяла пилорама. При в'їзді в село з кільцевої дороги повстала нова автозаправна станція. В селі з'явилося декілька приватних фірм різного спрямування — ВМВП «Міко» (вирощування грибів та грибкових міцелій), ТзОВ «Апогей» (громадське харчування недержавних організацій), ТзОВ «Телекомунікаційна компанія» (діяльність у галузі телекомунікацій) та багато інших.
Найближчою перспективою — є прокладання нової гілки тролейбусної лінії: вул. Наукова (Львів) — вул. Козацька (Сокільники) — вул. Стрийська (Львів) та продовження трамвайної лінії № 3 від універмагу «Львів» (вул. Княгині Ольги, м. Львів) через с. Сокільники до ТРЦ «King Cross Leopolis» (с. Сокільники, вул. Стрийська 30).
4 жовтня 2019 року на околиці Сокільників транспортний літак Ан-12БК авіакомпанії Air Ukraine Alliance, що виконував рейс UKL4050 Віго — Львів — Стамбул, здійснив вимушену посадку у посадці, поблизу старого сокільницького цвинтаря, що за 1300 метрів від торця ЗПС. Внаслідок зіткнення з деревами повітряне судно отримало значні пошкодження. З восьми осіб, що перебували на борту, загинуло п'ятеро, а троє вижило, але зазнали важких травм.
2 грудня 2020 року керівництво Львівської ОДА та мережі Епіцентр К анонсувало будівництво величезного логістичного комплексу, яке планують завершити до кінця 2021 року. Попередня кошторисна вартість проєкту склала 2,9 мільярдів гривень. За даними, закладеними у кошторис очікується 200 мільйонів гривень річних сплачених податків, складська площа на другому і третьому поверхах 230 000 м², орієнтовна загальна — 345 000 м², артикульна кількість торговельного центру — близько 2 мільйонів позицій товару, а також передбачає 2200 нових робочих місць з середньою зарплатою близько 18,6 тисяч гривень.

## Історичні пам'ятки

### Сакральні споруди
- Храм Різдва Пресвятої Богородиці 1896 року, належить до Сокільницького Протопресвітерату[22] Львівської архиєпархії Української греко-католицької церкви. Знаходиться на вул. Січових Стрільців.
- Храм Успіння Пресвятої Богородиці 1990—2000 роки, належить до Львівсько-Сокальської єпархії Православної церкви України.
- Капличка Святої Діви Марії — при трасі Львів — Пустомити.
- Комплекс будівель Духовного римо-католицького центру святого Йоана Павла ii споруджений на вул. Стрийській, 6. Неподалік від Львівського іподрому, де 2001 року Святіший Отець Іван Павло II відправив дві Служби Божі. Земельну ділянку було придбано коштом Лицарів Колумба. Комплекс складається з дому благодійної організації «Карітас» та каплиці святого Йоана Павла II. 18 червня 2016 року відбулися урочистості під час яких Державний секретар Ватикану кардинал П'єтро Паролін освятив земельну ділянку та хрест, а також заклав наріжний камінь під будівництво майбутнього католицького духовного центру[23]. Упродовж 2017 року силами парафії було споруджено тимчасову капличку святого Йоана Павла II, а 5 жовтня того ж року архієпископ-митрополит Львівський Мечислав Мокшицький освятив її[24]. 14 лютого 2018 року під час Святої Меси в тимчасовій каплиці парафії св. Йоана Павла II урочисто встановили дерев'яні фігурки Воскреслого Христа та Марії з Дитятком, які передали римо-католикам представники місцевої греко-католицької громади. Після 1945 року ці фігурки знаходилися в іконостасі колишнього сокільницького костелу Святого Миколая, відомого нині як греко-католицький храм Різдва Пресвятої Богородиці[25]. 18 липня 2020 року відбулося освячення храму святого Йоана Павла II[26].

Храм Успіння Пресвятої Богородиці
Храм Різдва Пресвятої Богородиці (1896)
Комплекс будівель Духовного римо-католицького центру святого Івана Павла II на вул. Стрийській, 6

### Пам'ятки монументального мистецтва
- Пам'ятник Тарасові Шевченку.
- Пам'ятний знак «Борцям за волю України».
- Пам'ятний знак-хрест, на честь 2000-літнього ювілею Різдва Христового.
- Пам'ятник «Оборонцям Львова — Героям Сокільників», котрий був встановлений в Сокільниках на Блонях 11 листопада 1938 року, що 1974 року був знищений радянською владою[27].
- Пам'ятник Іванові Сірку.
- Пам'ятник «Без вини покарані», встановлений на згадку про українців, депортованих з їх прадавніх земель Лемківщини, Надсяння, Холмщини, Підляшшя, Любачівщини та інших[28][29][30][31].
- Фігура святого Антонія Падуанського була встановлена у XIX столітті, але була знищена війною і радянською владою. 2015 року розпочато її відновлення. Того ж року над статуєю встановлено капличку, а 28 червня 2017 року відбулося урочисте освячення відновленої фігури[32].
- Стела Героям АТО та Небесної Сотні (автор — скульптор Василь Гурмак), відкрита 18 лютого 2018 року[33][34].

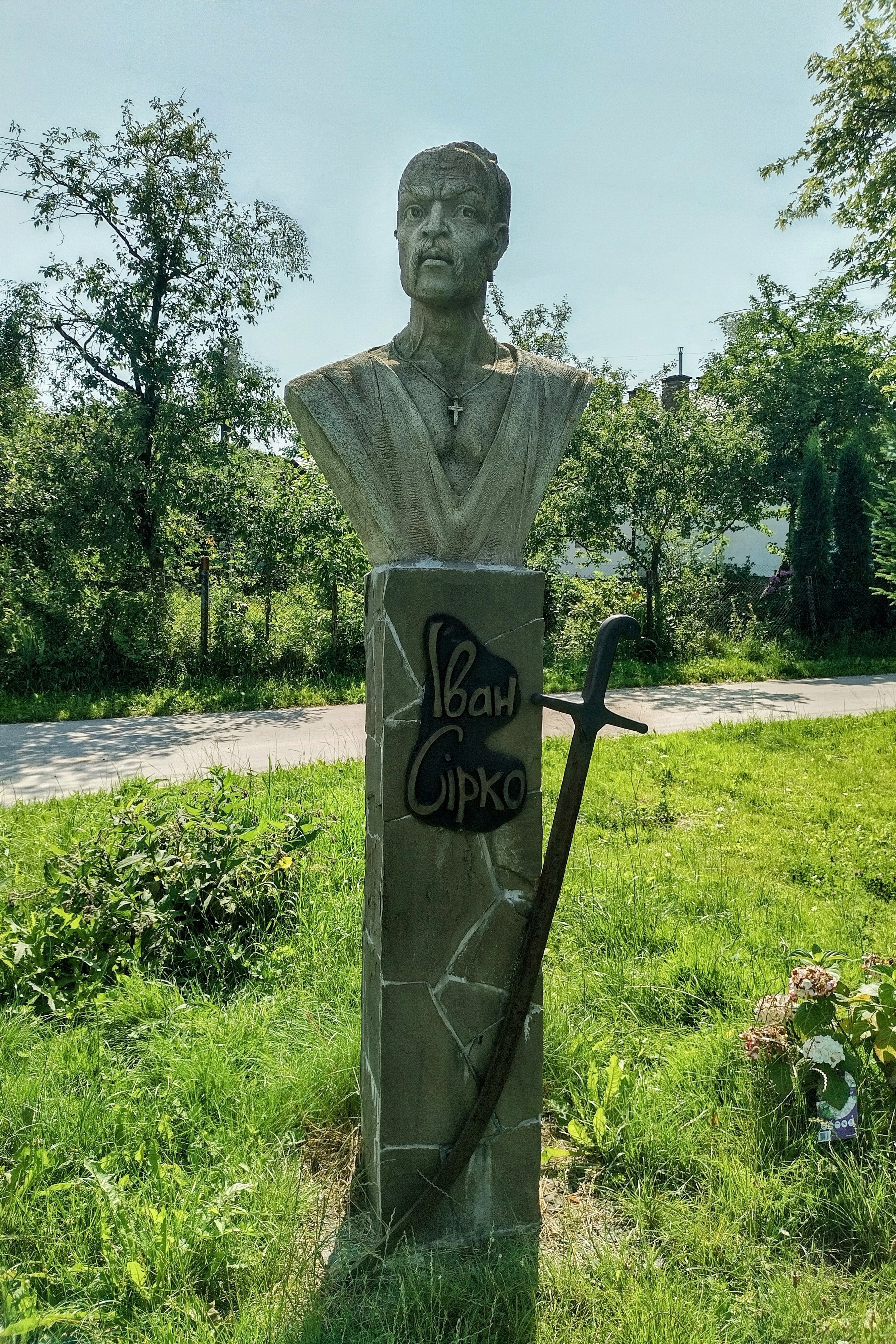
Пам'ятник-погруддя Івану Сірку
Пам'ятник «Без вини покарані»
Пам'ятник Тарасові Шевченку
Пам'ятний знак-хрест, на честь 2000-літнього ювілею Різдва Христового

## Економіка
У 2020 році бюджет Сокільників склав 63,721 мільйона гривень. На території Сокільницької сільради розміщений «King Cross Leopolis» — один з найбільших торгово-розважальних центрів Західної України площею 105000 м², який відкрився у 2010 році.
Також у Сокільниках розташоване ТзОВ «Хліб-Трейд» — підприємство з виробництво хлібопродуктів, збудовано близько десятка житлових комплексів, автосалони, готелі, автомобільні заправки, церкви, логістичні та торговельно-офісні комплекси, McDonald's.

## Відомі люди

### Засоби масової інформації
- Салагай Петро — директор друкарні ПрАТ «Видавничий Дім «Високий Замок»[35].

### Зв'язок
- Ривак Іванна — почесний зв'язківець, колишній секретар Сокільницької сільської ради; 1950—1980 роки — керівник поштового відділення с. Сокільники, нагороджена орденом «Знак Пошани», багатьма похвальними грамотами.

### Мистецтво
- Балух Юліан — український громадський діяч, доцент кафедри оркестрового диригування Львівської державної консерваторії імені М. В. Лисенка, керівник хорового колективу «Надсяння»[36][37].
- Вощина Іван — український музикант, ударник гурту «Піккардійська терція».
- Квасниця Юліан — скульптор, автор пам'ятного знаку «Борцям за волю України», пам'ятника Т. Г. Шевченку, встановлених у центрі Сокільників.
- Ковалевич Ігор — український кераміст.
- Кураш Орест — український хормейстер, громадський діяч, заслужений діяч мистецтв України.
- Павлик Мирослав — вчитель, скрипаль.
- Сопільник Любомир — український музикант, лірник гурту «Joryj Kłoc»[38].

### Освіта, наука
- Сопільник Любомир — український науковець, доктор юридичних та технічних наук. Професор кафедри інституту права та психології НУ «Львівська політехніка» та професор кафедри юридичного факультету ЗВО «Львівський університет бізнесу та права». Полковник поліції, начальник вибухотехнічного управління ГУНП у Львівській області. Заслужений винахідник України. Керівник сектору «Право» Західного наукового центру НАН та МОН України. Академік української академії наук.
- Волошинський Олександр — український науковець, кандидат технічних наук, доцент кафедри деревообробного обладнання та інструментів Національного лісотехнічного університету України[39].
- Головатий Юхим — краєзнавець, народився у 1913 році в с. Молодецькому, Маньківського району на Черкащині. В 1933 році навчався в Уманському технікумі технічних культур (цукрові буряки). В період канікул жив в селі і працював обліковцем на плантації цукрових буряків. В Сокільники прибув після демобілізації у 1946 році. Працював рядовим вчителем біології, завпедом, 17 років директором школи, заступником директора з виховної роботи, а всього — 31 рік. Працював добросовісно і зробив немало для розширення навчально-матеріальної бази школи[40]. Автор історично-краєзнавчого нарису села Сокільник[41].
- Родак Степан Михайлович — український спортивний діяч і педагог. Директор Львівського державного училища фізичної культури. Відмінник освіти України, заслужений працівник фізичної культури і спорту України.

### Партійні діячі
- Пантелюк Юрій — український радянський діяч. Депутат Верховної Ради УРСР 1-4-го скликань (1940—1959 роки). Перший директор радгоспу «Перемога» в с. Сокільники.

### Релігія
- Ромуальд Стакієнь (пол. Romuald Stakień), народився у 1835 році в Литві. Адміністратор (парох) костелу в Сокільниках. Збудував костел. Помер у 1896 році та похований на старому сокільницькому цвинтарі, поблизу старої дороги: Сокільники—Львів. Могила (нижня частина надгробку) збереглася до наших днів.

### Спорт
- Гривняк Роман — майстер спорту міжнародного класу з веслування на байдарках та каное, суддя національної категорії, заступник голови федерації веслування на байдарках та каное Львівщини, директор львівської ДЮСШ № 3[42].
- Дідух Анатолій — український спортсмен (лижник і веслувальник на каное), спортивний педагог, заслужений тренер УРСР, відмінник народної освіти УРСР.
- Мороз Богдан (нар. 1937) — заслужений майстер спорту, заслужений тренер України з веслування на байдарках та каное[43].
- Хрущак Іван (нар. 1940) — заслужений тренеру України та СРСР з веслування на каное.
- Шурга Михайло (нар. 1952) — заслужений майстер спорту, триразовий чемпіон СРСР, чемпіон Європи та світу у веслуванні на байдарці-четвірці.

### Учасники визвольних змагань
- Дигдалович Андрій — активний учасник «Революції Гідності» в Україні. Загинув від кулі снайпера на Майдані Незалежності у Києві 20 лютого 2014 року.
- Кривуцький Іван (21 жовтня 1921, с. Аксманичі, гміна Фредрополь, Перемишльський повіт, Підкарпатське воєводство, Польща — 12 травня 2009, с. Сокільники, Пустомитівський район, Львівська область, Україна) — видатний діяч ОУН на Закерзонні, активний учасник Норильського повстання, вояк УПА. Закінчив Всесоюзний заочний політехнічний інститут у Москві. Працював інженером-електриком. Автор книжок «Де срібнолентий Сян пливе…», «За полярним колом», «Наша Іванка», «Чого не сказала Марічка у своїх спогадах», «Добровільне переселення українців з Надсяння (1944—1946 рр.)».
- Крохмальний Роман Романович (1996—2022) — український громадський діяч, старший солдат Збройних Сил України, учасник російсько-української війни.
- Сапило Віталій Романович — український футболіст, військовослужбовець, лейтенант Збройних сил України, командир танкового взводу 14 ОМБр, учасник російсько-української війни. Герой України[44].

## Голови сільської ради
Сокільницька сільська рада утворена у 1946 році. За весь час свого існування її очолювали:
- Петраш Андрій
- Ривак Роман (1991—1994; 1994—
- Криса Михайло Іванович (2006—2015)
- Сулимко Тарас Михайлович (2015—діючий)[45].

## Електоральні симпатії
Партійний склад Сокільницької сільської ради після місцевих виборів 2020 року:
| Партія        | Відсоток |
| ------------- | -------- |
| Самовисування | 100.0    |

Результат голосування села на парламентських виборах 2019:
| Партія                                 | Відсоток |
| -------------------------------------- | -------- |
| Голос                                  | 39,7     |
| Європейська Солідарність               | 27,6     |
| Слуга народу                           | 9,2      |
| Всеукраїнське об'єднання «Свобода»     | 5,2      |
| Всеукраїнське об'єднання «Батьківщина» | 4,4      |
| Об'єднання «Самопоміч»                 | 3,1      |
| Сила і честь                           | 2,8      |
| Українська Стратегія                   | 2,1      |
| решта                                  | 5,9      |
| явка                                   | 56,8     |

Результат голосування села у другому турі виборів президента України 2019:
| Кандидат                           | Відсоток |
| ---------------------------------- | -------- |
| Порошенко Петро Олексійович        | 78,8     |
| Зеленський Володимир Олександрович | 18,9     |
| недійсні                           | 2,4      |
| явка                               | 70,3     |

Результат голосування села у першому турі позачергових виборів президента України 2014:
| Кандидат                     | Відсоток |
| ---------------------------- | -------- |
| Порошенко Петро Олексійович  | 78,5     |
| Ляшко Олег Валерійович       | 6,1      |
| Гриценко Анатолій Степанович | 5,7      |
| Тимошенко Юлія Володимирівна | 5,5      |
| Богомолець Ольга Вадимівна   | 1,2      |
| Ярош Дмитро Анатолійович     | 1,0      |
| Тягнибок Олег Ярославович    | 0,8      |
| решта                        | 1.0      |
| недійсні                     | 0,2      |
| явка                         | 82,9     |

Результат голосування села у другому турі виборів президента України 2010:
| Кандидат                     | Відсоток |
| ---------------------------- | -------- |
| Тимошенко Юлія Володимирівна | 84,7     |
| Янукович Віктор Федорович    | 3,5      |
| проти всіх                   | 6,2      |
| недійсні                     | 1,2      |
| явка                         | 80,7     |

Результат голосування села у другому турі виборів президента України 2004:
| Кандидат                  | Відсоток |
| ------------------------- | -------- |
| Ющенко Віктор Андрійович  | 98,5     |
| Янукович Віктор Федорович | 1,0      |
| проти всіх                | 0,2      |
| недійсні                  | 0,3      |
| явка                      | 88,8     |